# Pórtico

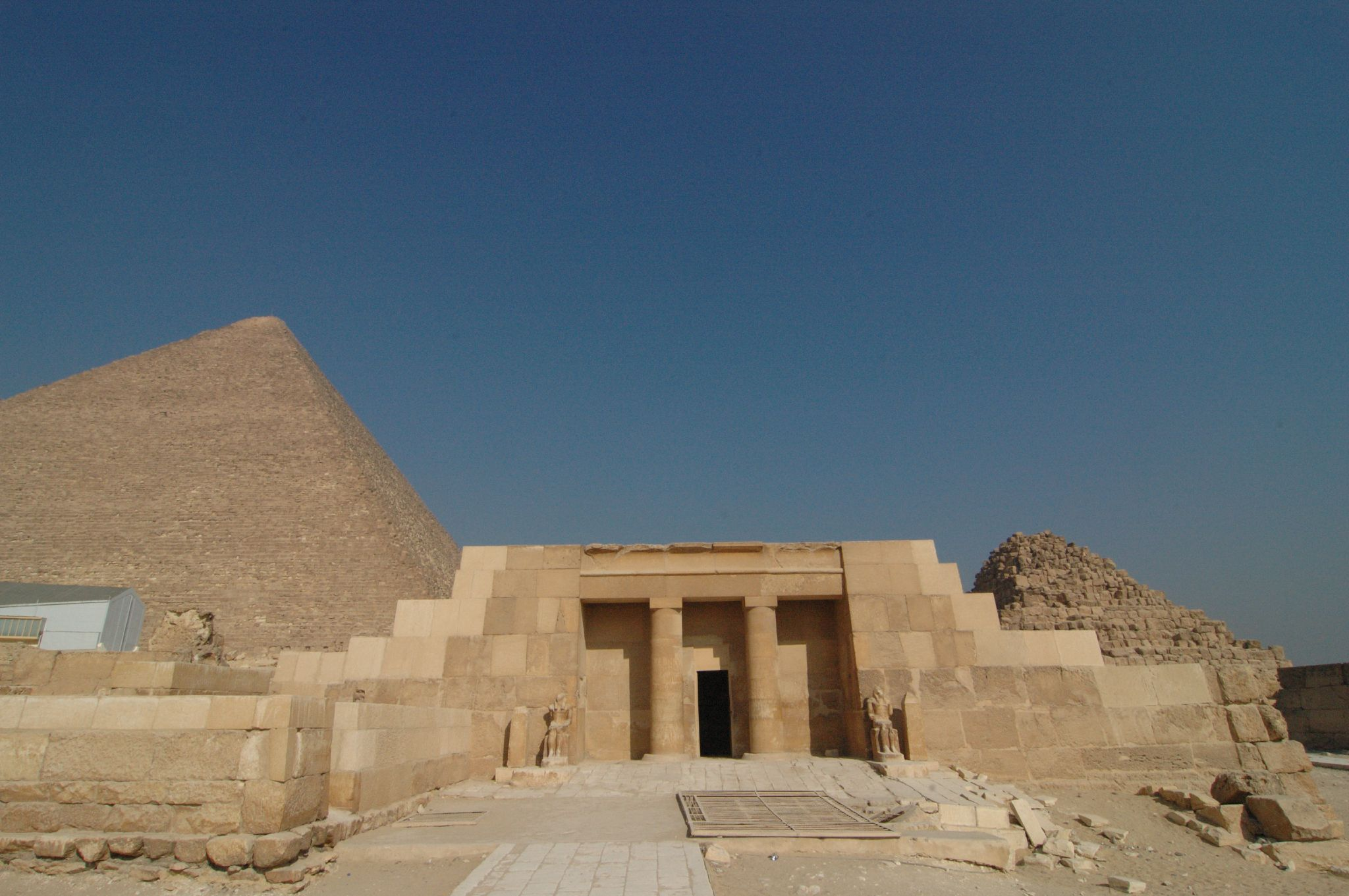
Mastaba de Seshemnefer IV. Dinastía VI de Egipto,

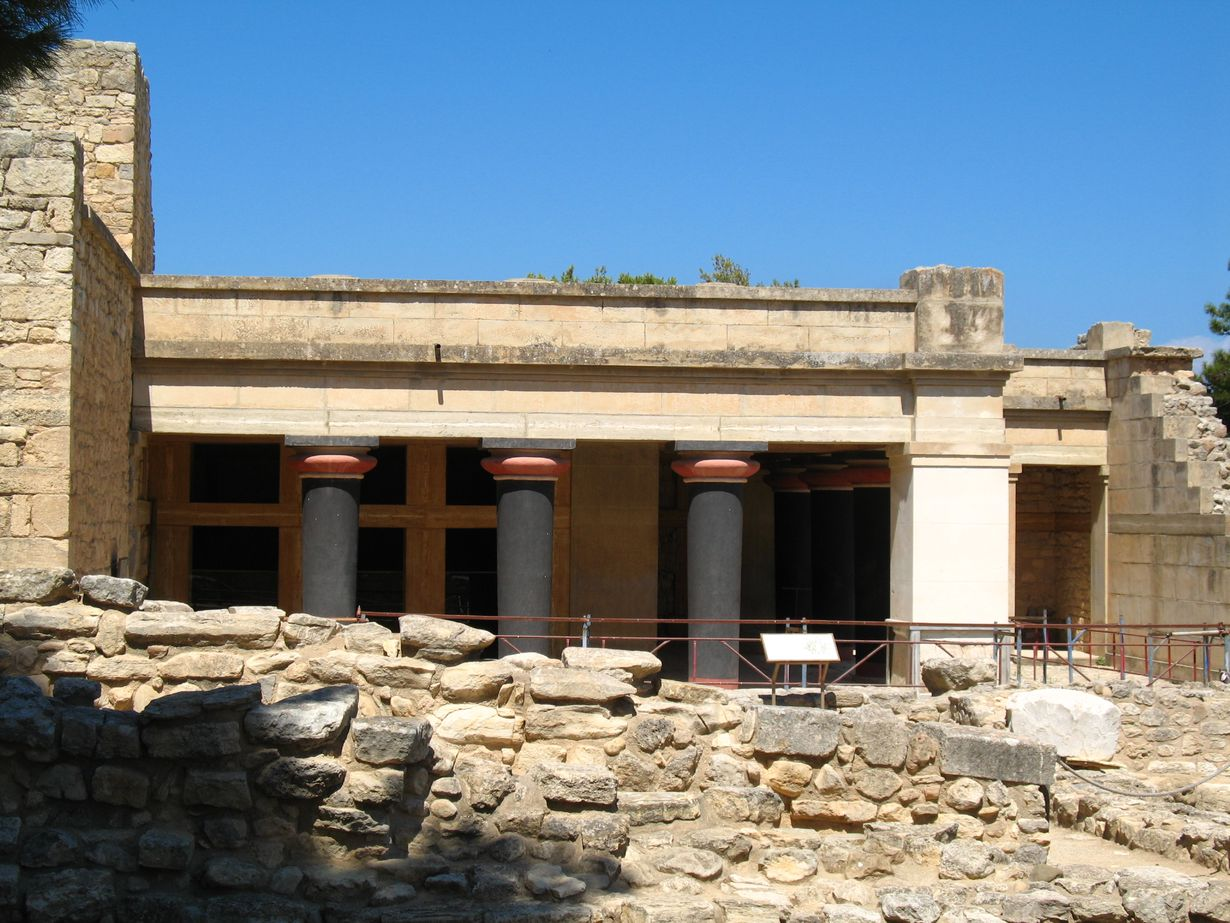
Palacio de Cnosos, -

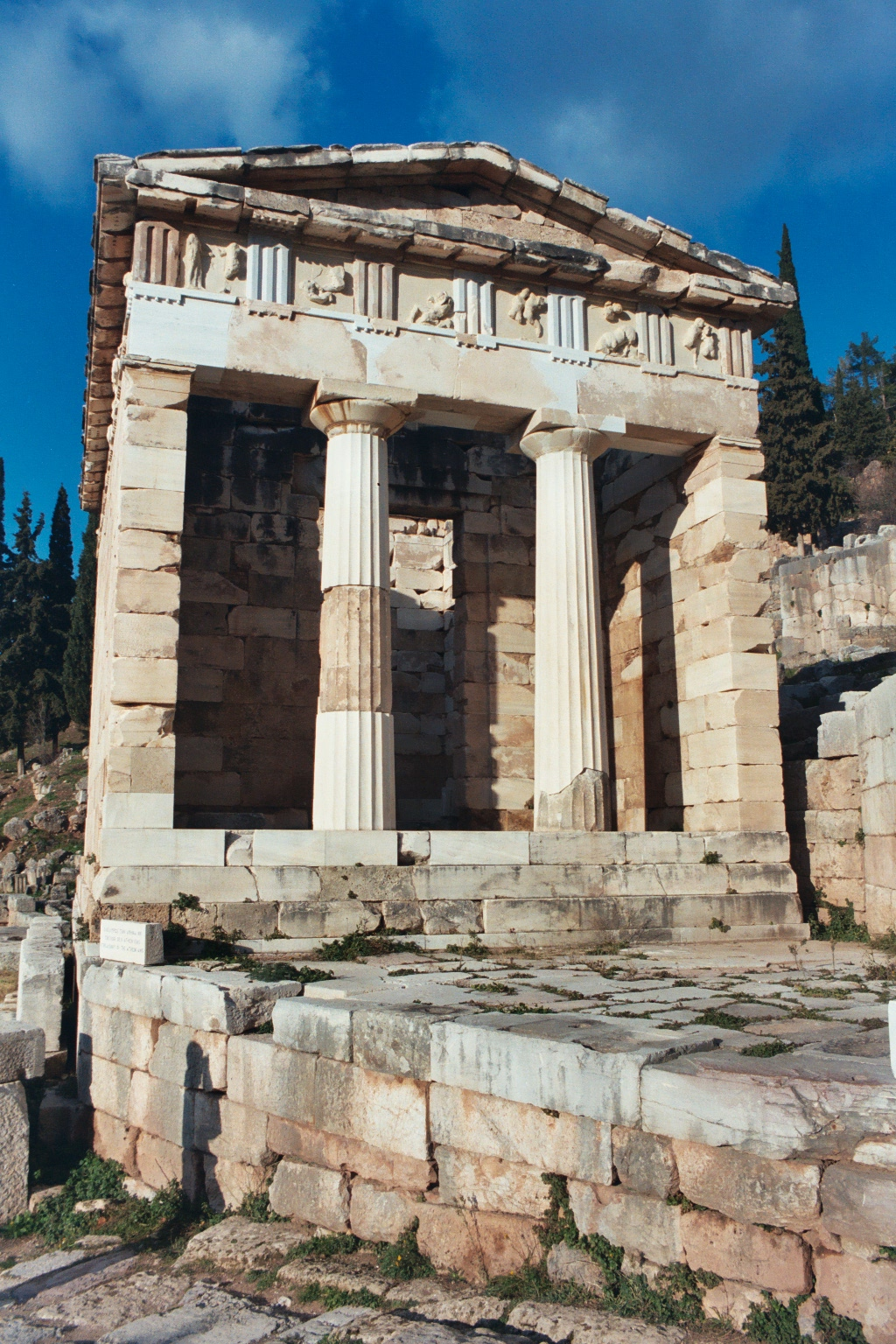
Tesoro de los atenienses en Delfos, un templo dórico dístilo in antis.

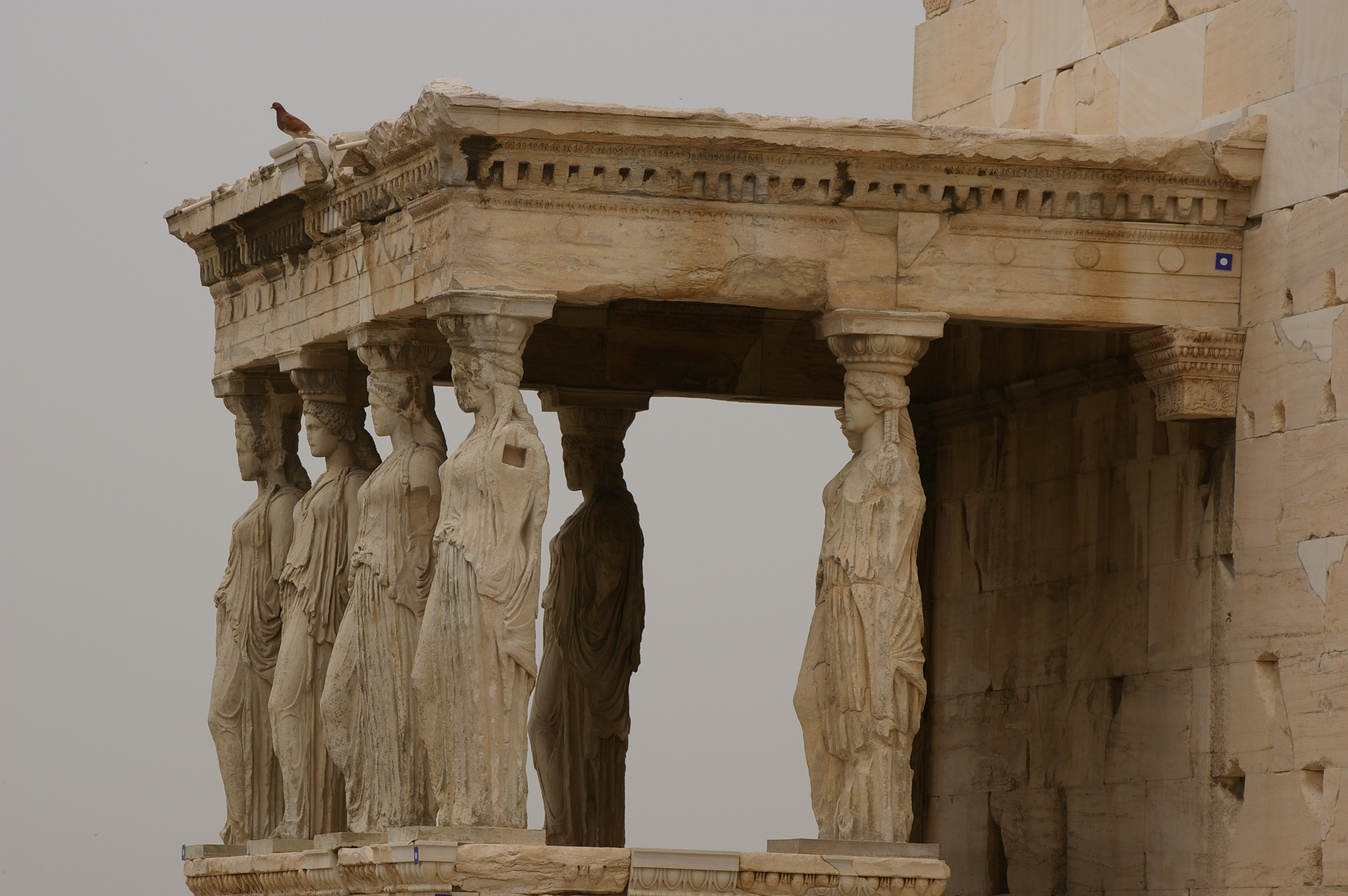
Pórtico septentrional o "de las cariátides" en el Erecteion de la Acrópolis de Atenas. El edificio, de orden jónico, tiene una composición asimétrica, con otros dos pórticos: el oriental, hexástilo y el meridional, tetrástilo.

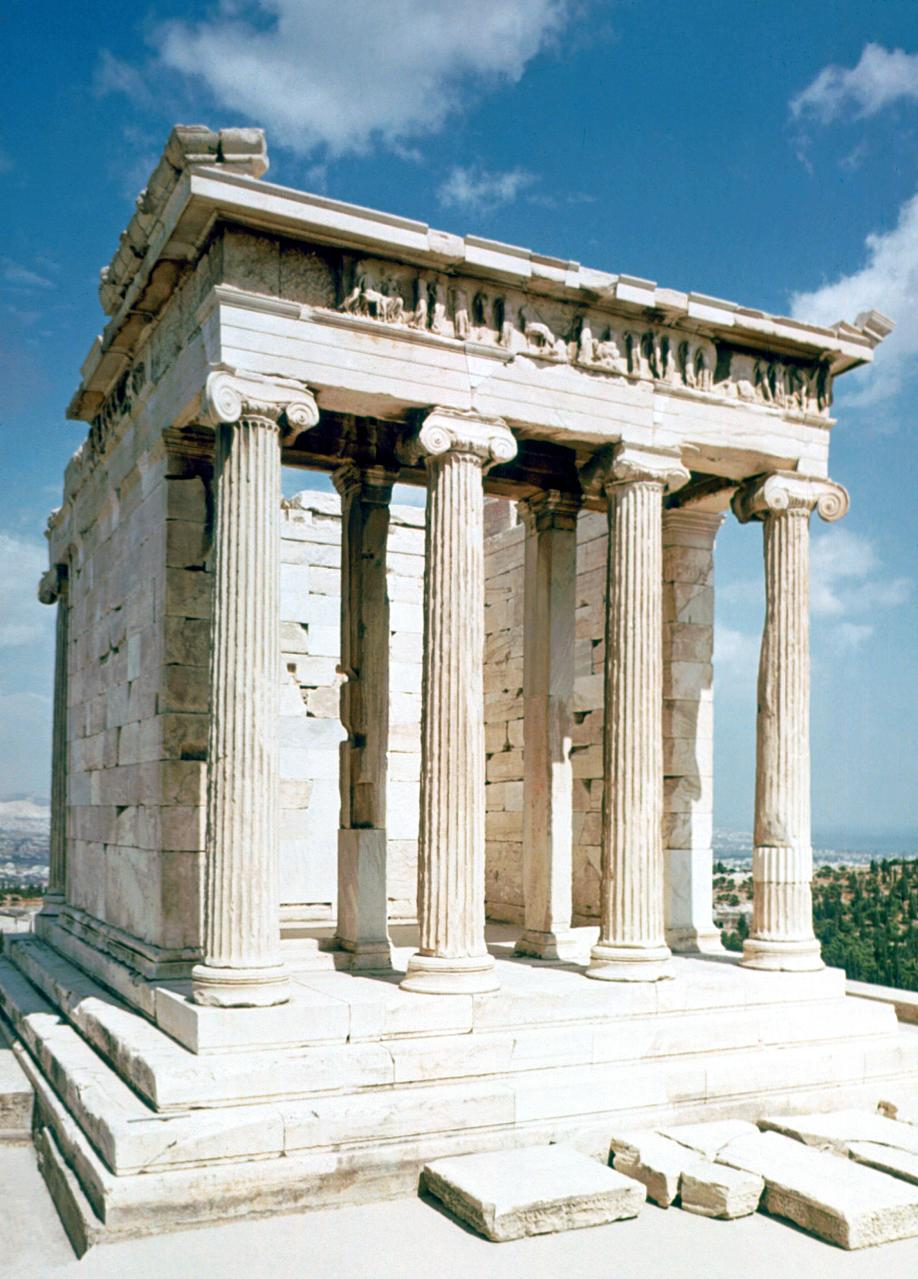
Templo de Atenea Niké, en el mismo lugar, un templo jónico tetrástilo.

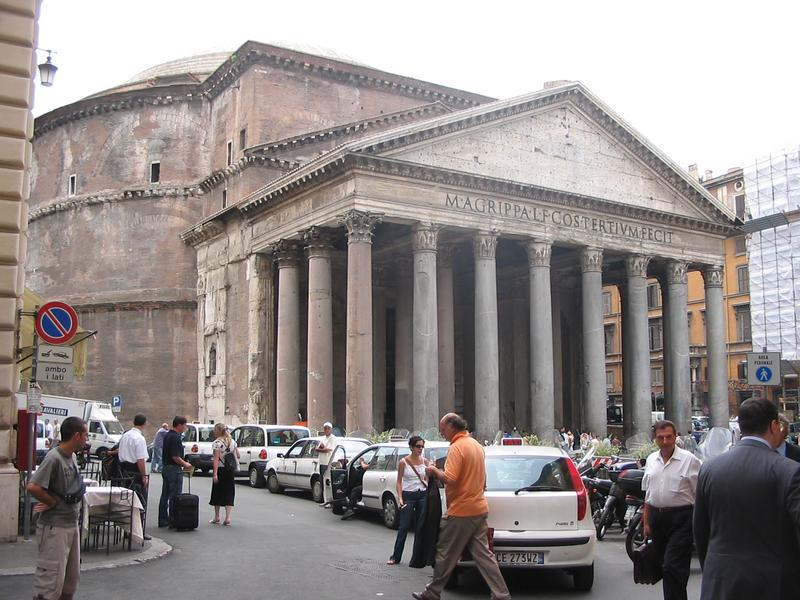
Pronaos del Panteón de Agripa, octóstilo.

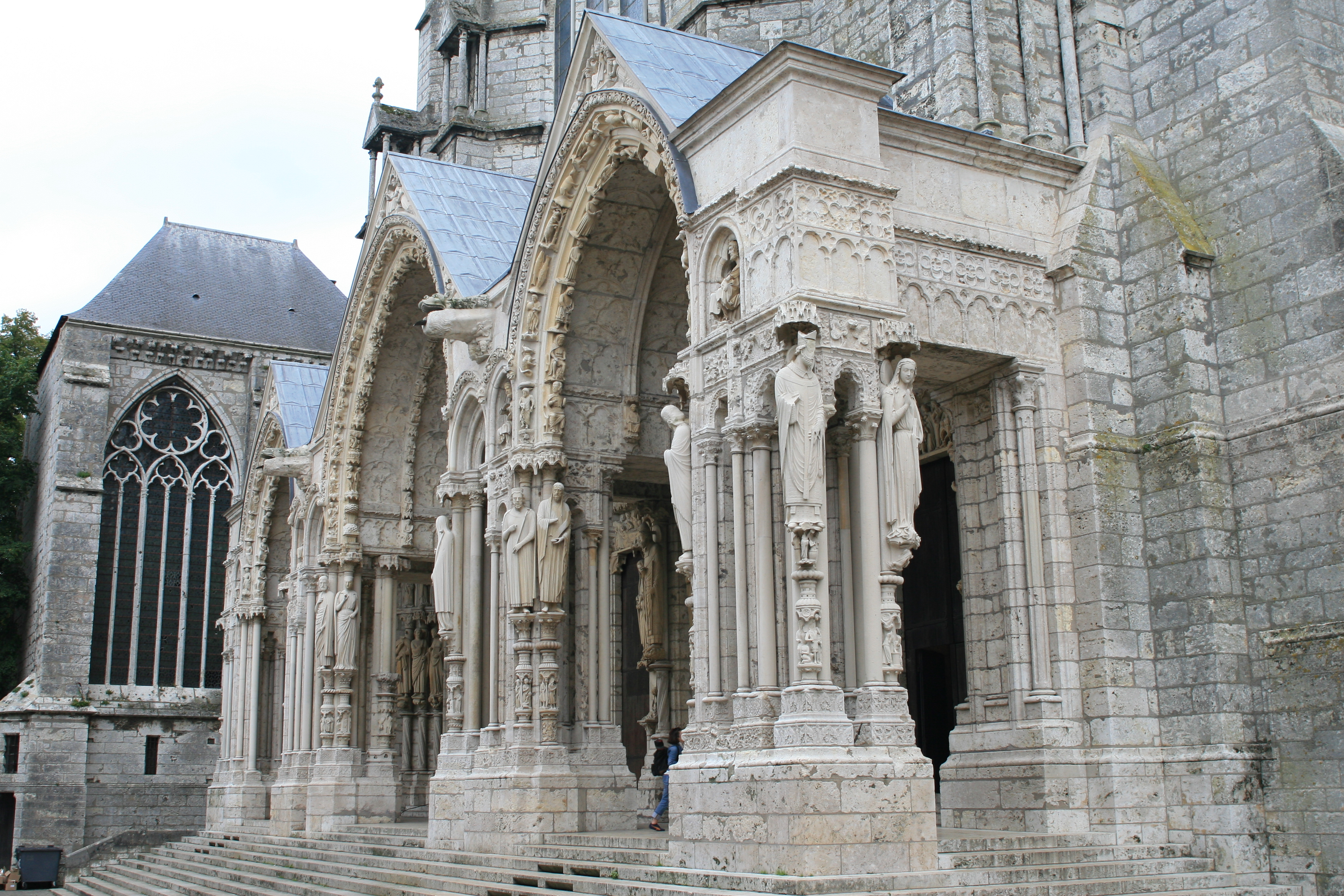
Pórtico norte de la Catedral de Chartres, estilo gótico.

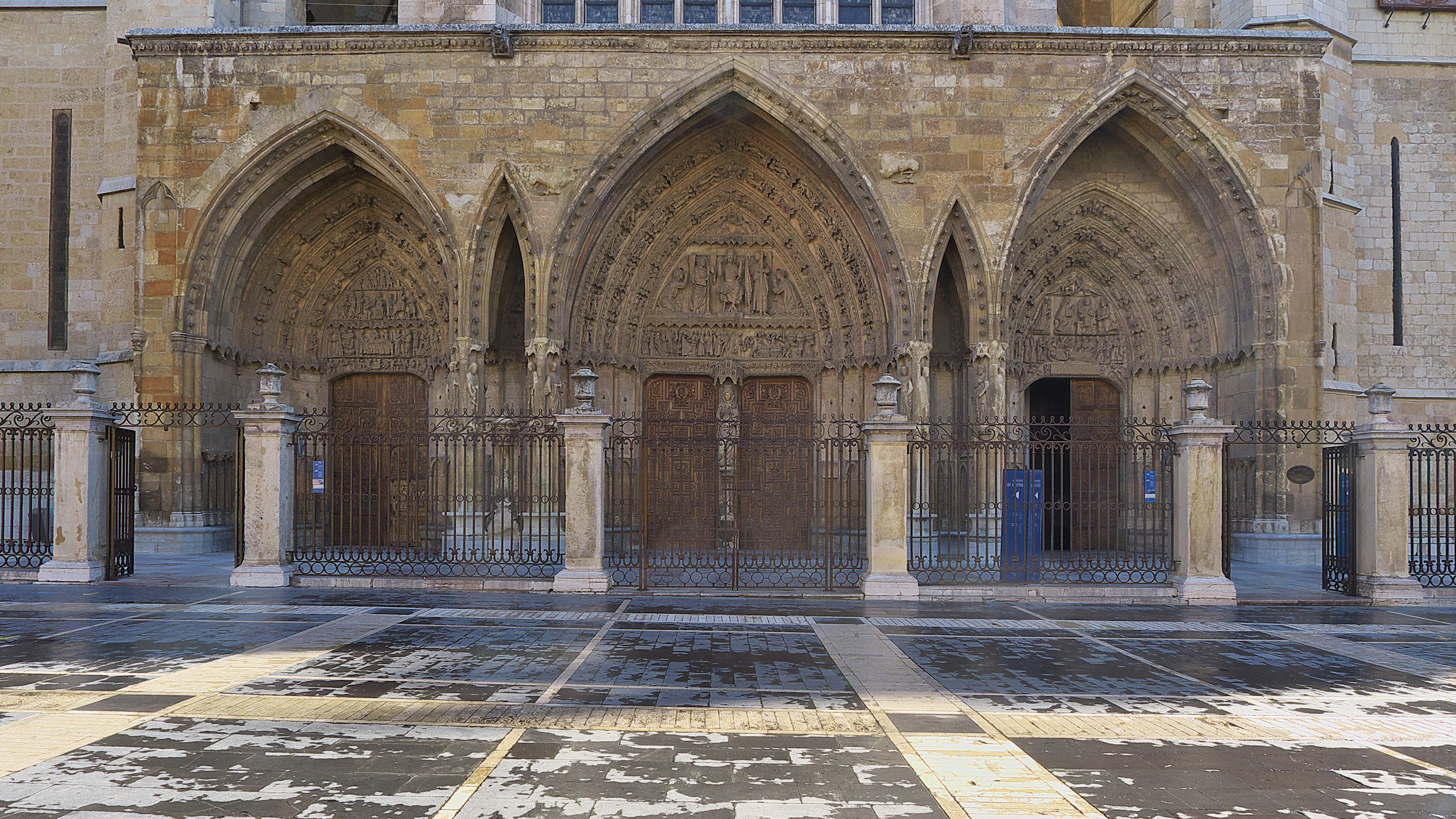
Catedral de León (España)

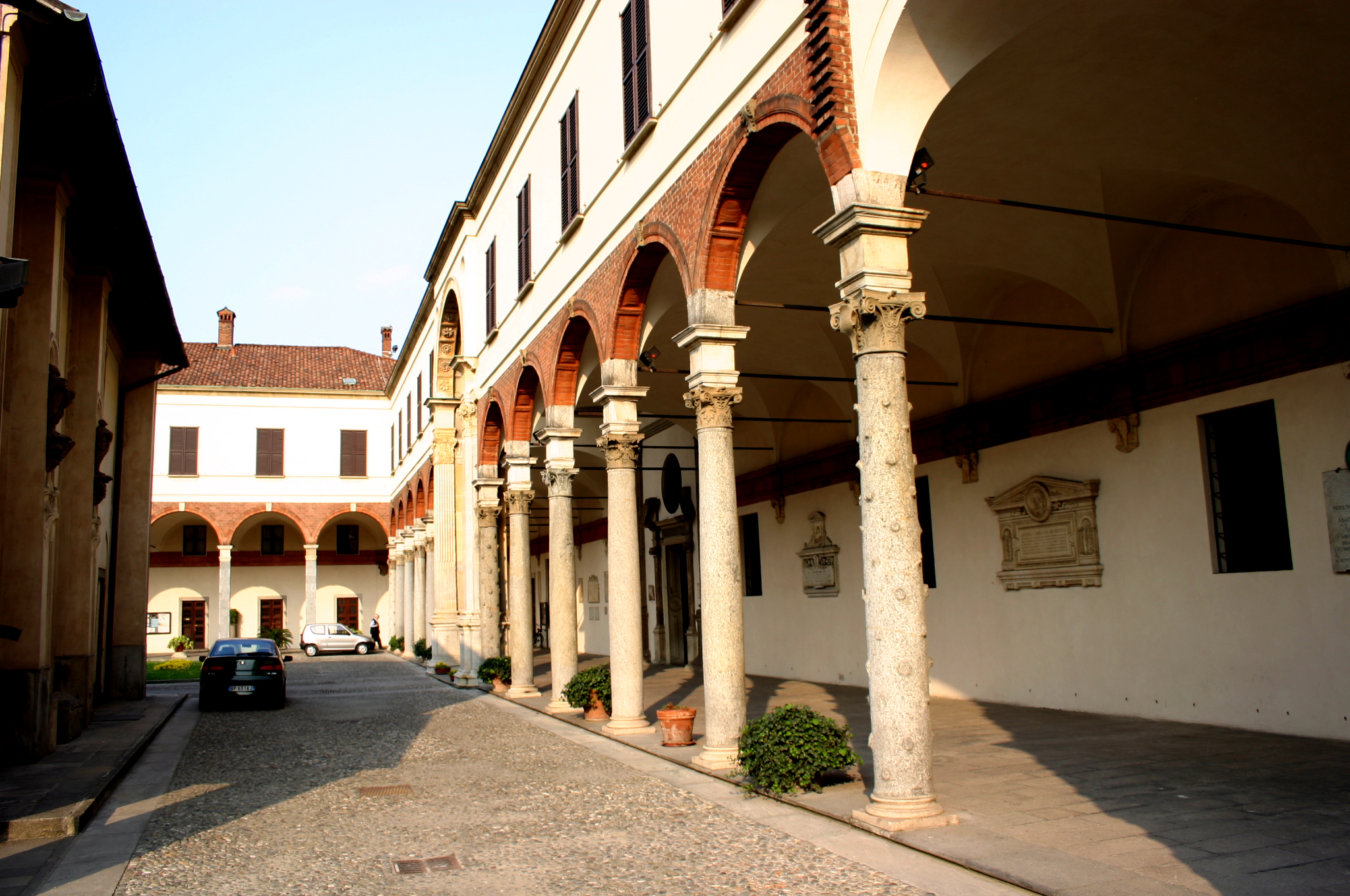
Pórtico de Donato Bramante en San Ambrosio de Milán, Renacimiento florentino del (Cuattrocento).

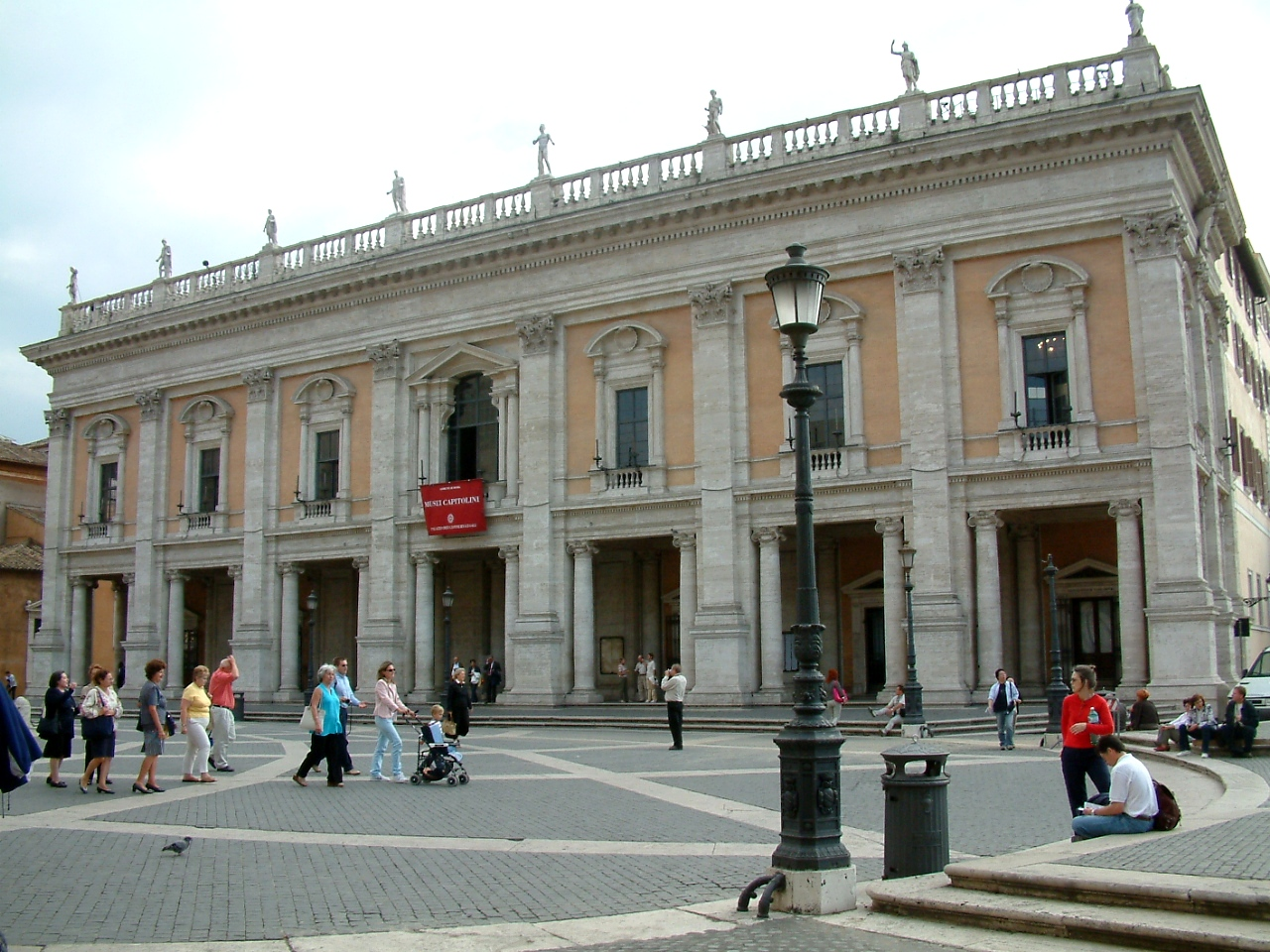
Pórtico del Palacio de los Conservadores del Capitolio romano. Miguel Ángel y Giacomo della Porta, 1568.

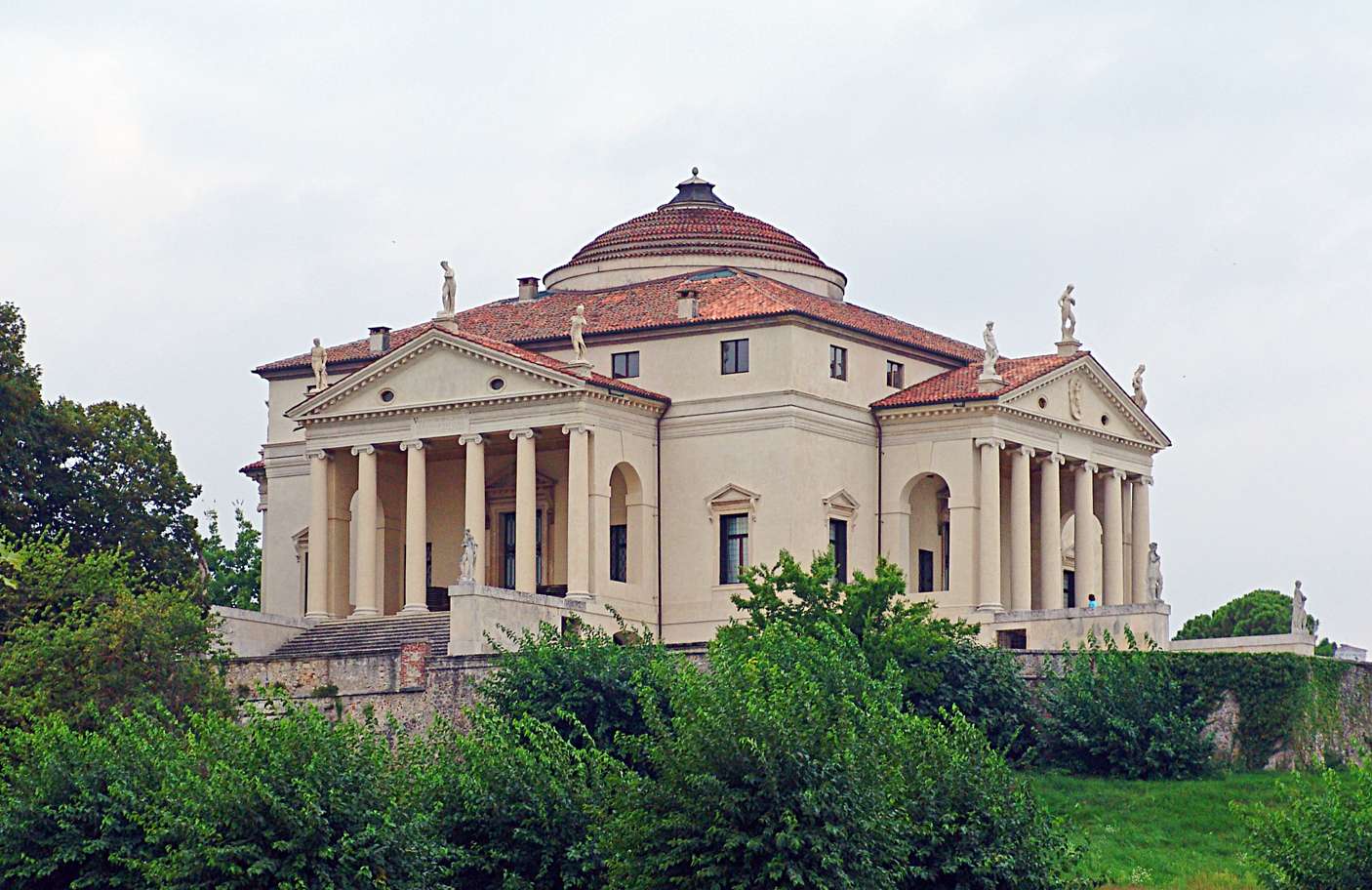
Pórticos de la Villa Rotonda, de Andrea Palladio (1566-1585).

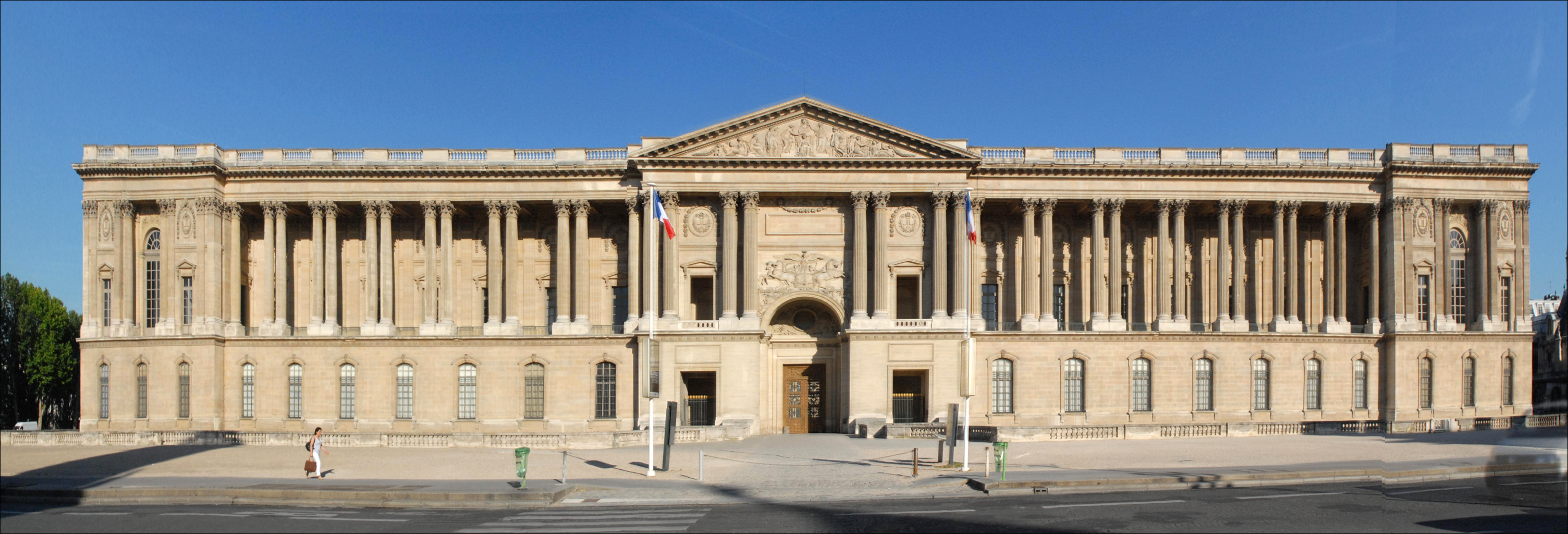
La colonnade de la fachada este del palacio del Museo del Louvre, de Claude Perrault (1667), Clasicismo francés.

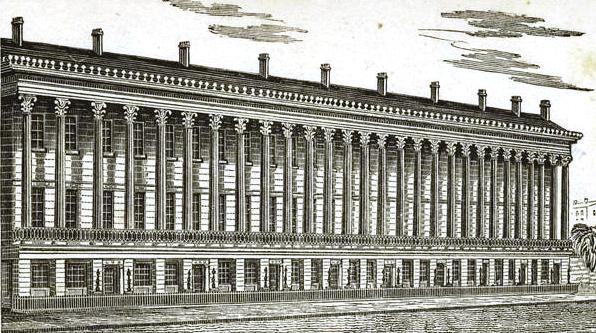
Colonnade Row o LaGrange Terrace de Nueva York, de Ithiel Town, 1833.

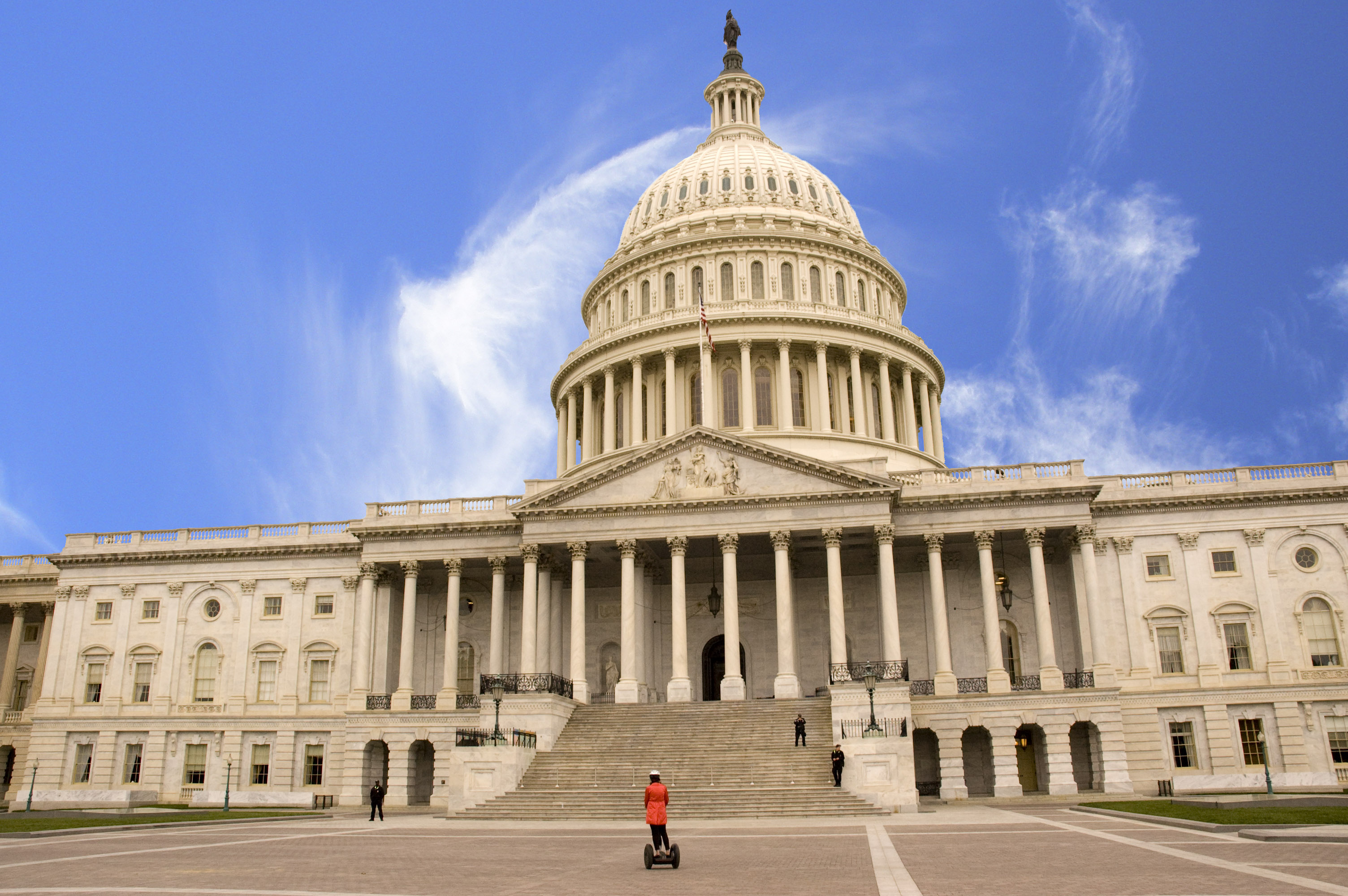
Capitolio de Washington.

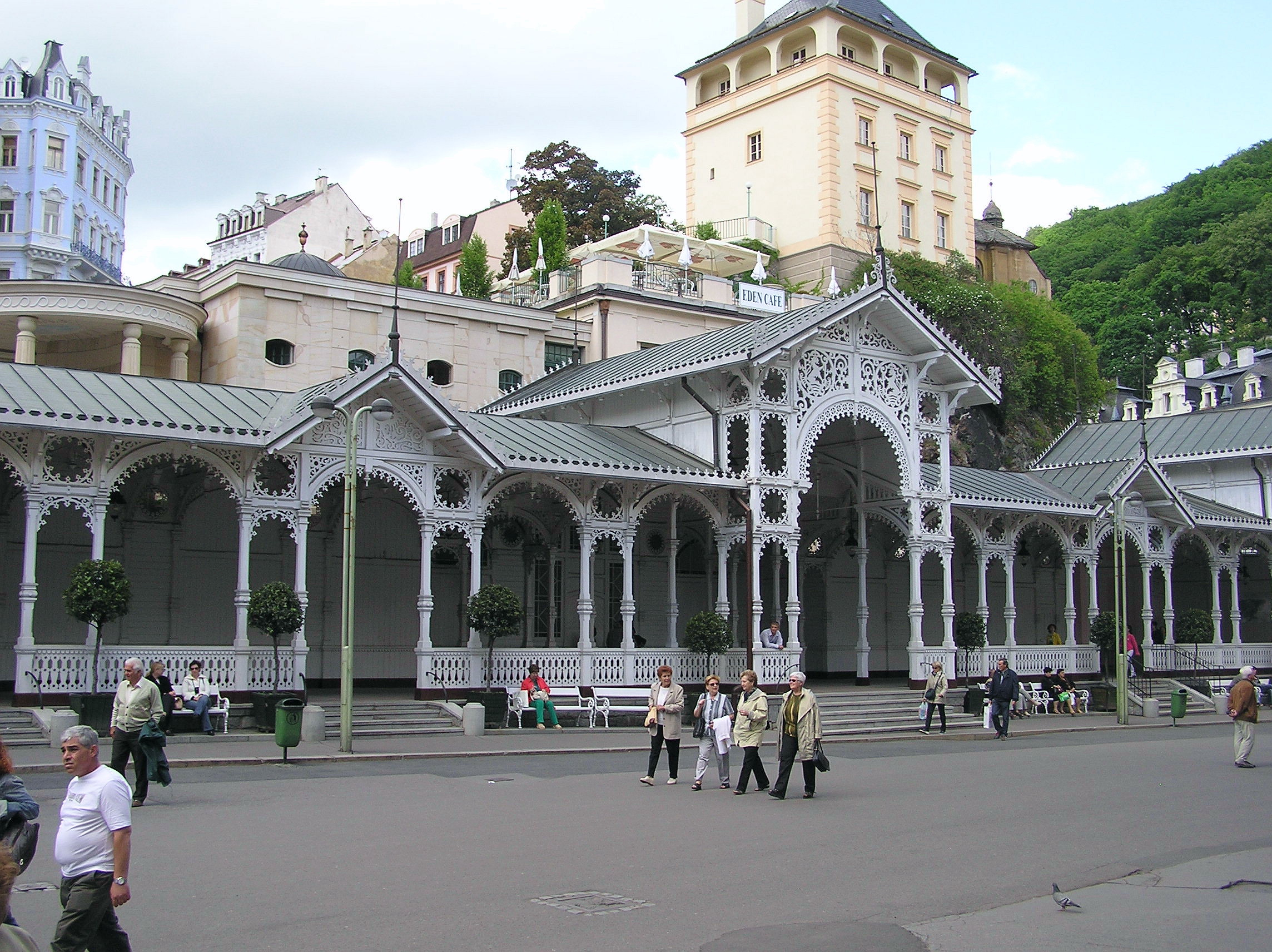
Marktbrunnkolonnade en Karlovy Vary.

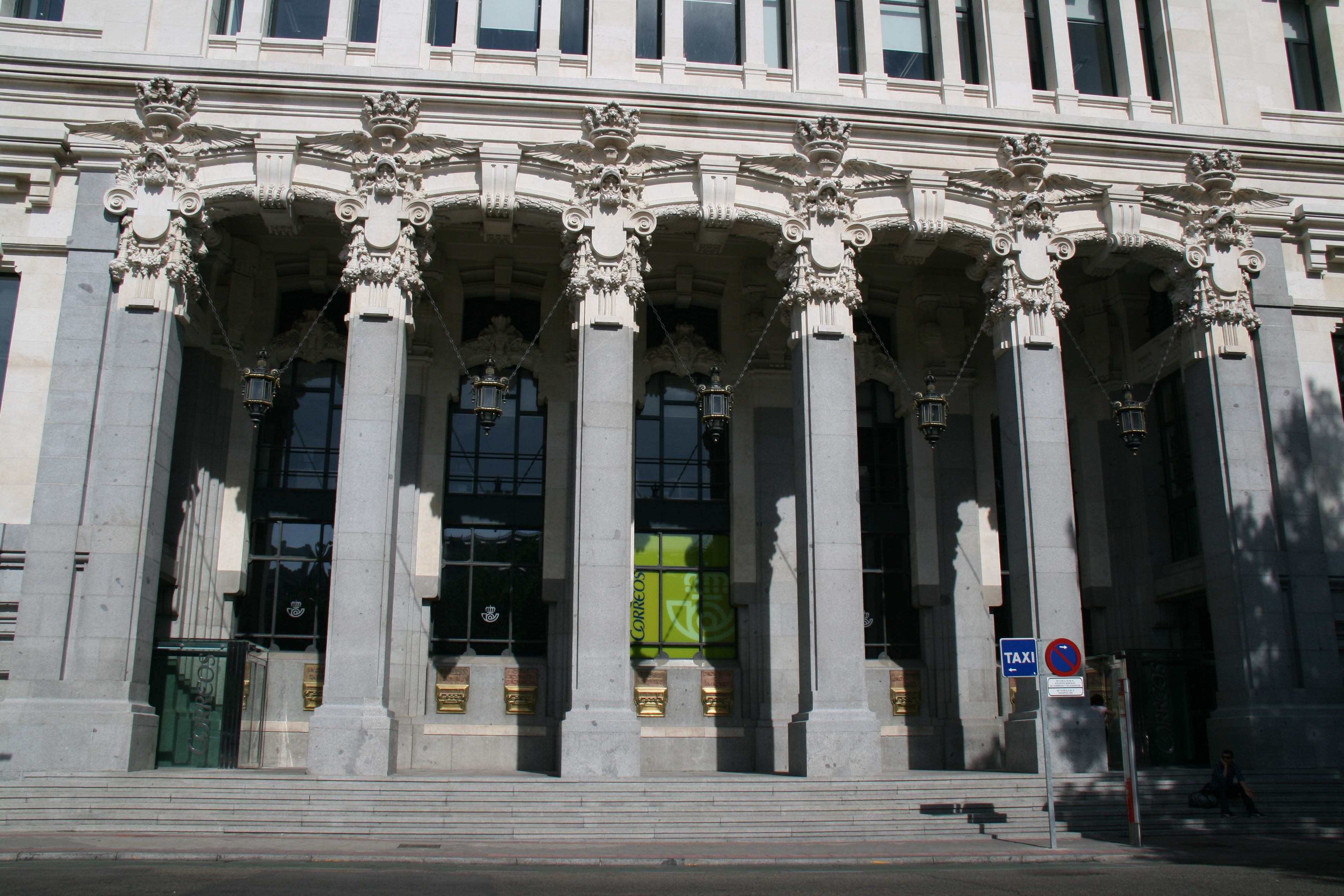
Pórtico "de los buzones" del Palacio de Comunicaciones de Madrid (Antonio Palacios, 1907), Eclecticismo.

Un pórtico es un espacio arquitectónico cubierto, conformado por una galería de columnas adosada a un edificio. Un pórtico es una «galería
de arcos o columnas alrededor de un patio o plaza, o delante de un edificio».

## El concepto de pórtico y sus variantes
La stoa (palabra griega traducible como "pórtico") era una construcción propia del urbanismo griego, común en las ágoras, y que consistía básicamente en una columnata que sostenía un alargado espacio cubierto. Las entradas monumentales a los recintos sagrados, que también estaban porticadas, se denominaban propileos.
Pronaos era el pórtico situado delante de la cámara sagrada o cella de los templos griegos o romanos. Es célebre el que da paso al Panteón de Roma, que de hecho es muy anterior al espacio interior, cubierto con la gran cúpula de Adriano, y sigue llevando en el friso la epigrafía que atribuye a Agripa su construcción. El templo romano típico (como la Maison Carrée de Nimes) tenía el pronaos delimitado con solo las columnas, sin muros laterales de cierre (sí existentes en algunos templos in antis -antae, las columnas o pilares que flanquean la entrada- griegos, una tipología derivada del megaron micénico). El significado de la palabra griega pronaos es «ante el templo». En latín, el pronaos también se denominaba anticum o prodomus. Cryptoporticus ("criptopórtico", de crypta y porticus) es el pasaje o galería semi-subterráneo cuyas bóvedas sostienen los pórticos de foros o villas.
En la arquitectura medieval se realizaron estructuras denominadas "pórticos" (en francés antiguo porche, del latín porticus, la palabra castellana "porche" provendría del catalán porxe) ante las portadas de algunas catedrales, como el pórtico de la Gloria de la catedral de Santiago de Compostela (Maestro Mateo, siglo XII -Románico-), pero con diferente concepción formal. El Renacimiento rescató el antiguo concepto greco-romano y lo aplicó a distintos tipos de edificios, como la villas palladianas, de gran difusión en la arquitectura anglosajona —The Vyne (1654), de John Webb—, fue el primer ejemplo, posteriormente muy imitado tanto en Inglaterra —Cumberland Terrace (1826), de John Nash—, como en Estados Unidos —pórtico este del Capitolio y muchos otros edificios legislativos—, aunque el primer diseño de un pórtico clásico para tal destino fue en el Palais Bourbon de París. En el Barroco se usaron los pórticos con muy distintos criterios (colonnato de Bernini  en la plaza de San Pedro de Roma (1657), colonnade de Claude Perrault en el Louvre de París (1667) , fachada oeste de la catedral de San Pablo de Londres (1657), de Christopher Wren, Karlskirche de Fischer von Erlach en Viena (1714). La arquitectura neoclásica utilizó reiteradamente los modelos greco-romanos (Königsplatz (1815) de Múnich, de Leo von Klenze).
A pesar de que existen diferencias conceptuales entre ambos términos, "pórtico" y "atrio" se utilizan de forma casi intercambiable, incluso en la bibliografía; donde también es habitual utilizar "pórtico" para denominar cualquier tipo de portada arquitectónica, aunque propiamente solo serían pórticos las portadas cubiertas y con columnas o arcadas. Más confusa es la distinción entre "pórtico" y "soportales" o calles y plazas porticadas; el propio DRAE define "porticado" como dicho de una construcción: que tiene soportales.

## Tipos de pórtico en la arquitectura clásica
Los edificios se pueden clasificar en función de las columnas que posee el pórtico de su fachada principal, que suele estar en el frente más corto.

### Dístilo
Dístilo se denomina al edificio que tiene dos columnas o pilastras en una o más fachadas. Se llama dístilo in antis, cuando dichas columnas están situadas entre dos pilastras que se alzan a ambos lados de la misma.

### Tetrástilo
El edificio tetrástilo tiene cuatro columnas en su fachada principal. Era comúnmente empleado por los griegos y los etruscos para pequeñas estructuras de edificios públicos.
Los romanos prefirieron el pórtico de cuatro columnas para sus santuarios, como el de Portuno, y para templos como el de Venus y Roma, y para los pórticos de entrada de grandes edificios públicos, como la Basílica de Majencio.

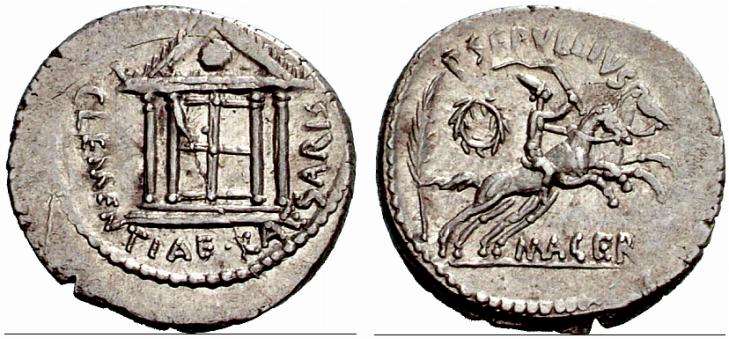
Denario de la época de Julio César: en el anverso, puede verse un templo tetrástilo.

### Hexástilo
Los edificios hexástilos tenían seis columnas en fachada y eran los pórticos típicos del estilo dórico.

#### Hexástilo griego
De orden dórico son:
- El grupo de templos de Paestum (el primer templo de Hera -ca. 550 a. C.-, el de Apolo -ca. 450 a. C.-, el primer templo de Atenea, llamado basílica -ca. 500 a. C.-, y el segundo de Hera -460-440 a. C.-) .
- El templo de Afaya en Egina (ca. 495 a. C.)
- El templo de Hera en Selinunte (465-450 a. C.)
- El templo de Zeus en Olimpia, ahora en ruinas.
- El llamado Templo de la Concordia en Agrigento (ca. 430 a. C.), uno de templos griegos clásicos mejor conservados, aún con casi todo su peristilo.
- El llamado templo inacabado de Segesta (ca. 430 a. C.)
- El Hefestión o Teseion bajo la Acrópolis de Atenas (449-444 a. C.), el templo griego mejor conservado.
- El templo de Poseidón del cabo Sunión (ca. 449 a. C.)

El pórtico hexástilo también fue aplicado en el templos de orden jónico, como el Erecteion de la Acrópolis de Atenas.

#### Hexástilo romano
Con la colonización griega del sur de Italia, el hexástilo fue adoptado por los etruscos y posteriormente por los romanos. El gusto romano pseudoperipteral favoreció los edificios estrechos con altas columnas, levantadas sobre podios para más grandiosidad y esplendor conferido por altura considerable. La Maison Carrée en Nimes es el templo romano mejor conservado que sobrevive de la antigüedad clásica.

### Octóstilo
El octóstilo tenía ocho columnas. Estos edificios son más raros que los hexástilos en el canon clásico griego arquitectónico. Los edificios octóstilos más conocidos que sobreviven de la Antigüedad son el Partenón de Atenas, construido durante el Siglo de Pericles (450-430 a. C.), y el Panteón de Agripa en Roma (125 d. C.).

### Decástilo
El decástilo tiene diez columnas, como el templo de Apolo Didimeo en Mileto, y el pórtico del University College de Londres.

### Dodecástilo
El dodecástilo tiene doce columnas, como el Telesterion de Eleusis o el Palacio Borbón, en París.

## Pórticos y columnatas en la arquitectura del Antiguo Egipto
En la arquitectura del Antiguo Egipto se utilizó la fachada con pórticos y el patio porticado con columnas en diversos tipos de edificios y periodos. Fue la primera civilización que utilizó columnas de piedra.

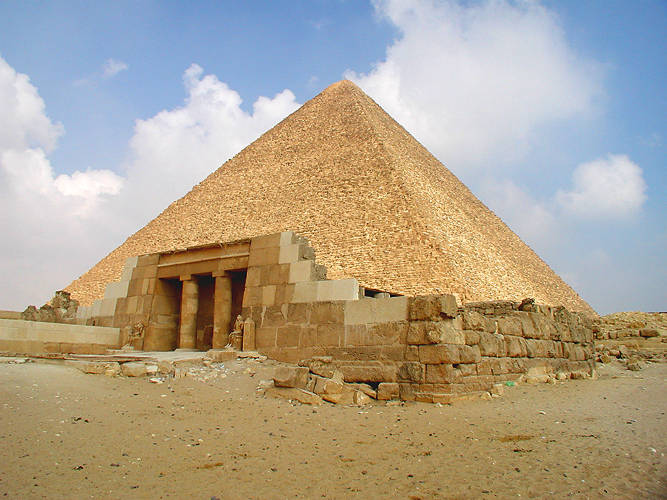
Mastaba de Seshemnefer IV. Dinastía VI de Egipto, siglo XXIV a. C.
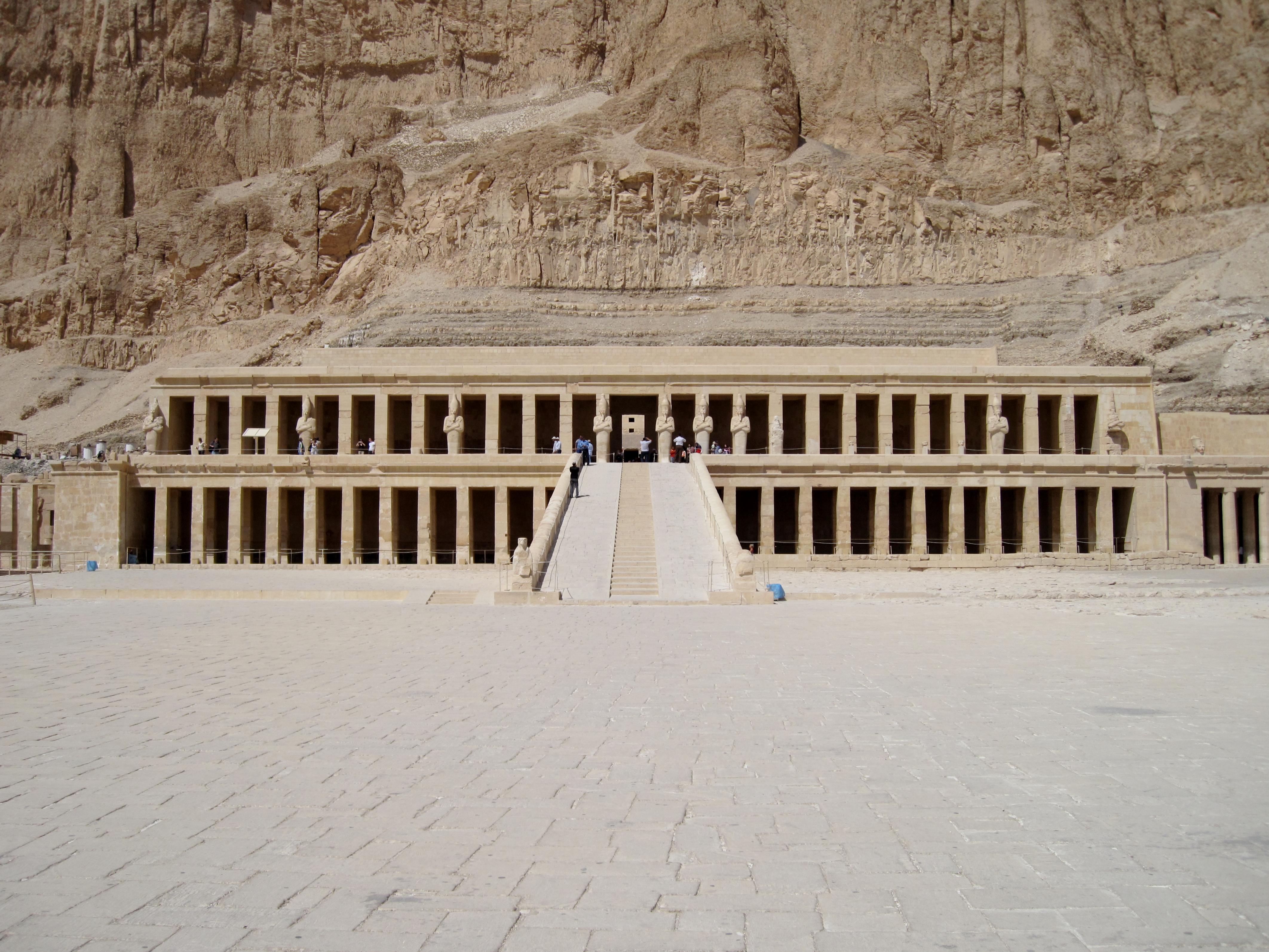
Fachada porticada del templo funerario de Hatshepsut. Dinastía XVIII de Egipto, siglo XV a. C.
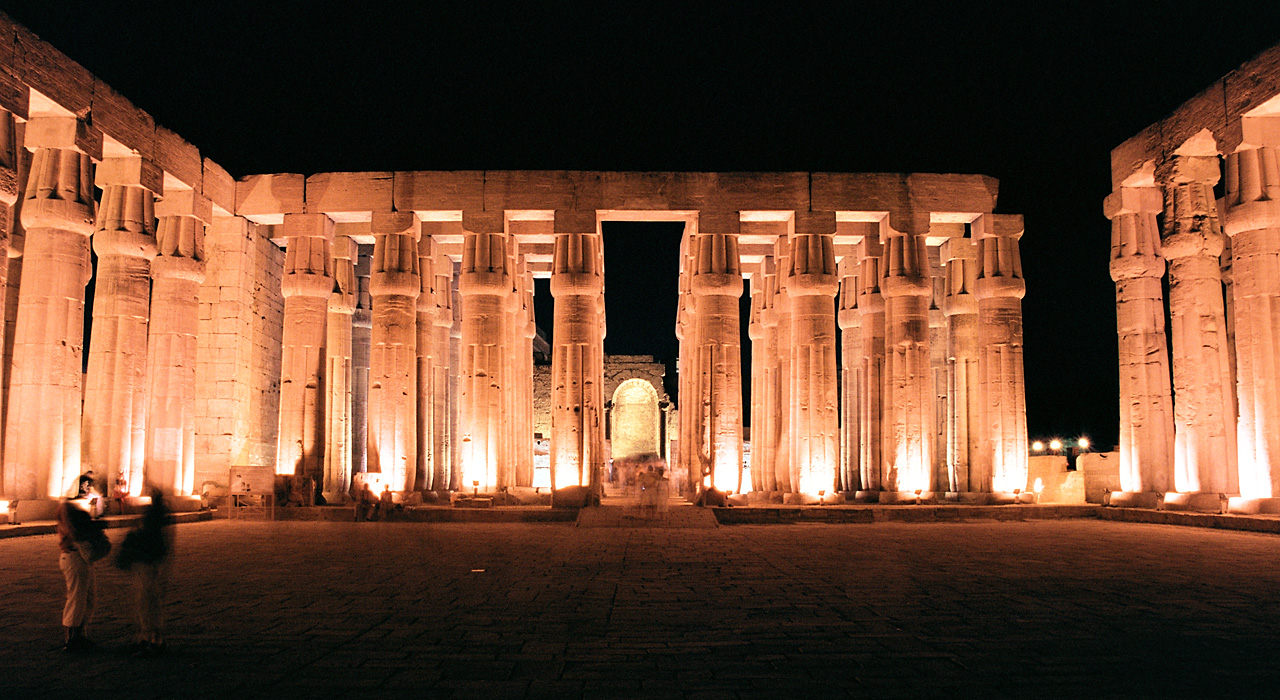
Patio porticado de Amenhotep III en el templo de Amón en Luxor. Dinastía XVIII de Egipto. Siglo XIV a. C.

## Pórticos y columnatas en la arquitectura del Próximo Oriente Antiguo
El concepto de fachada con pórtico es menos habitual en la arquitectura del Próximo Oriente Antiguo. Se usó en el Apadana persa. El templo de Jerusalén construido por Salomón tuvo una fachada con puerta flanqueada por columnas, de nombres Boaz y Jachin, y estaba rodeado de pórticos.

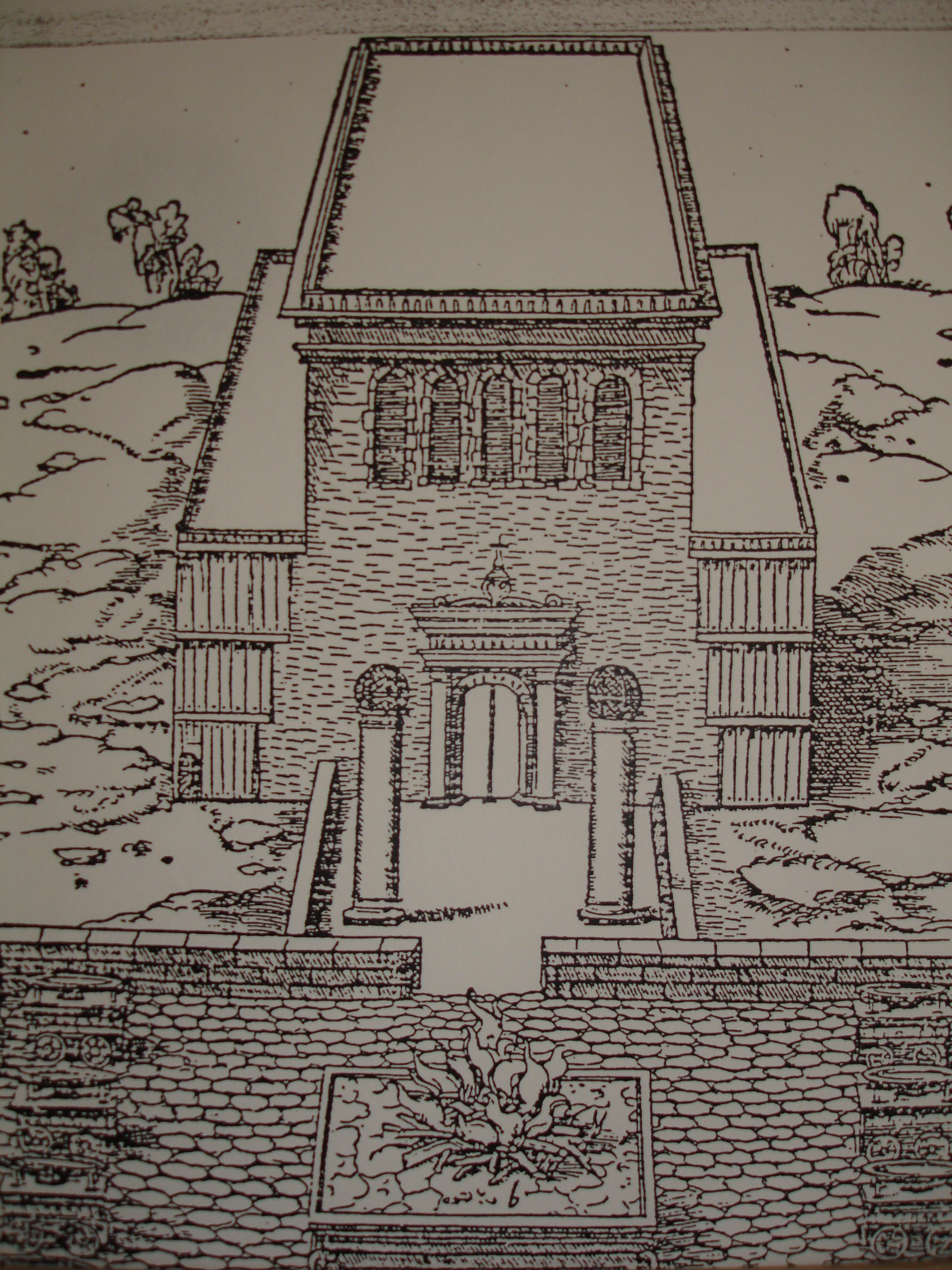
Reconstrucción teórica del templo de Salomón, siglo X a. C.
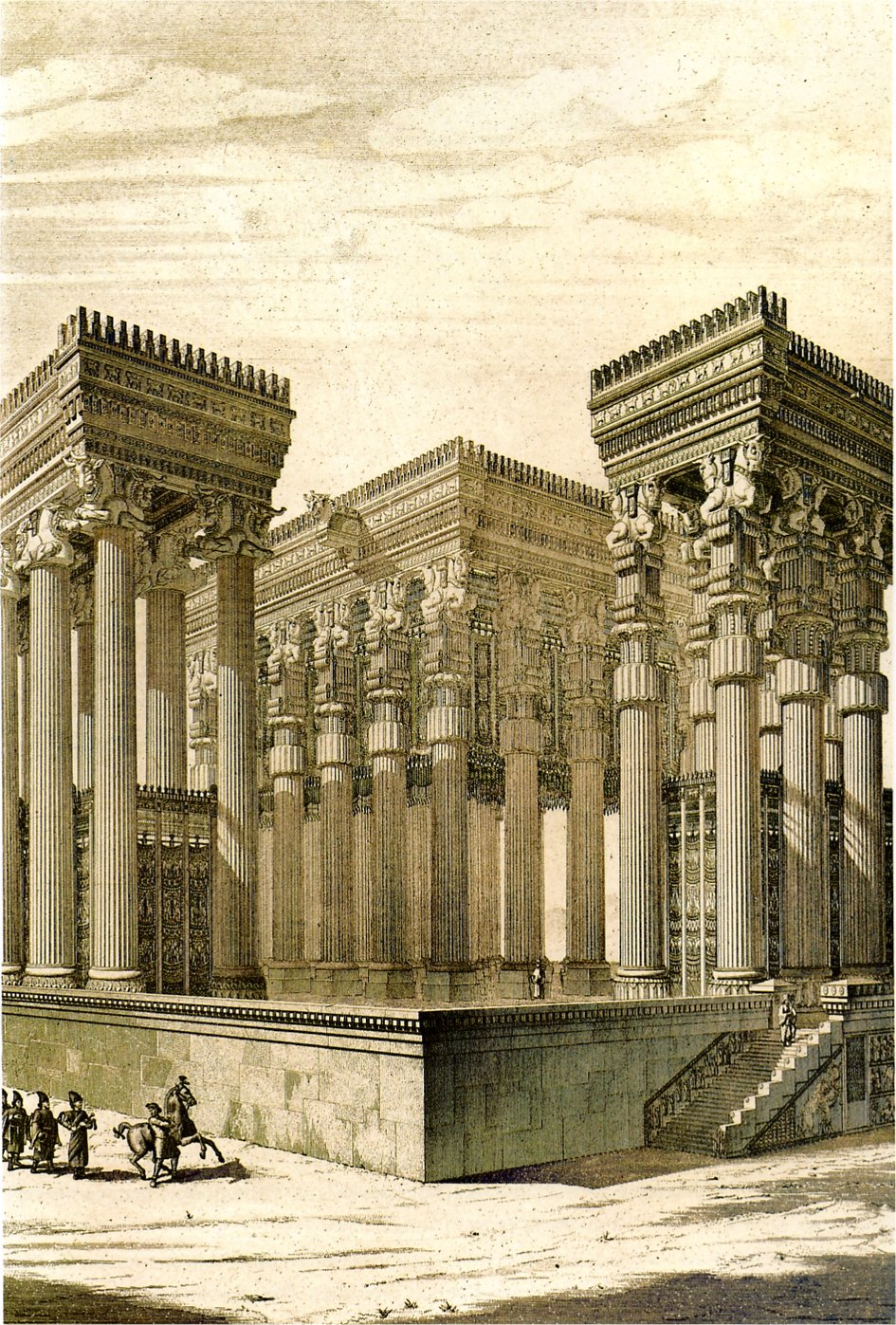
Reconstrucción romántica de la Apadana de Persépolis, siglo V a. C.

## Pórticos en la arquitectura islámica

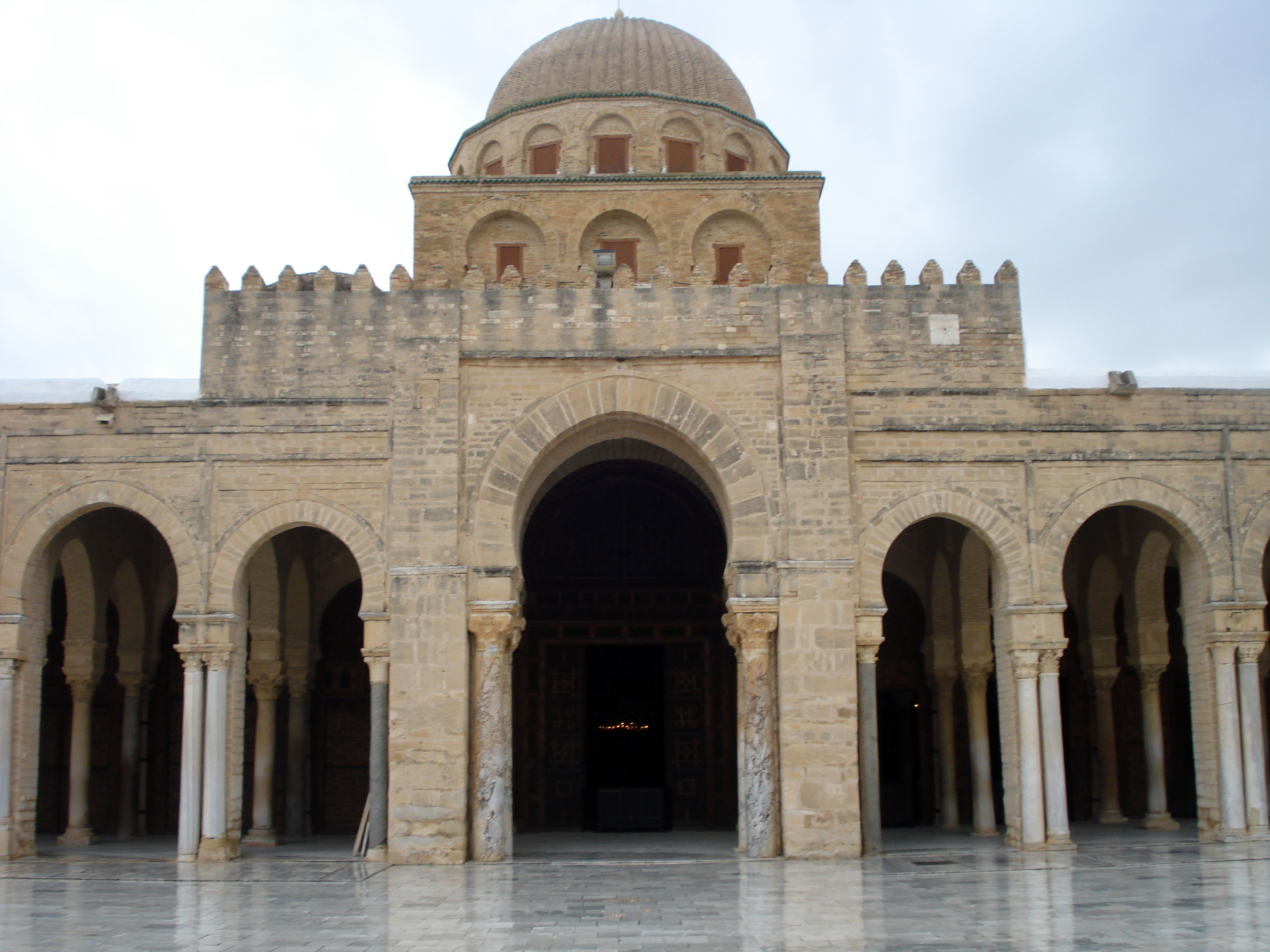
Pórtico en el acceso a la sala de oración de la Gran Mezquita de Kairuán.
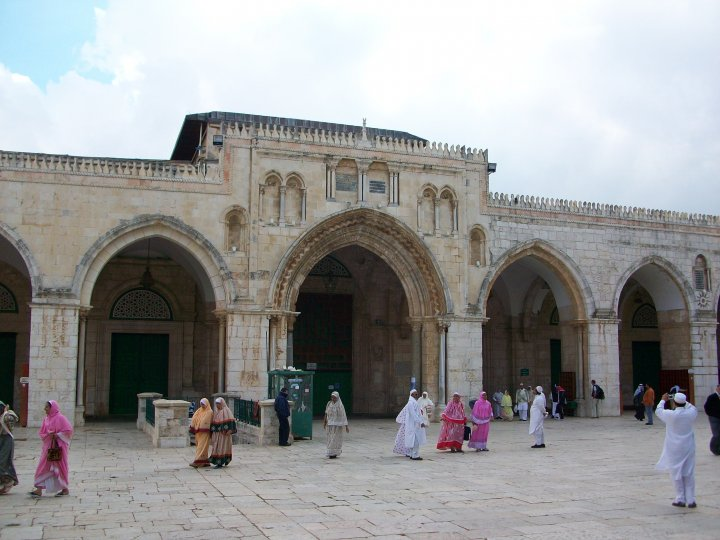
Pórtico en la mezquita de Al-Aqsa de Jerusalén.
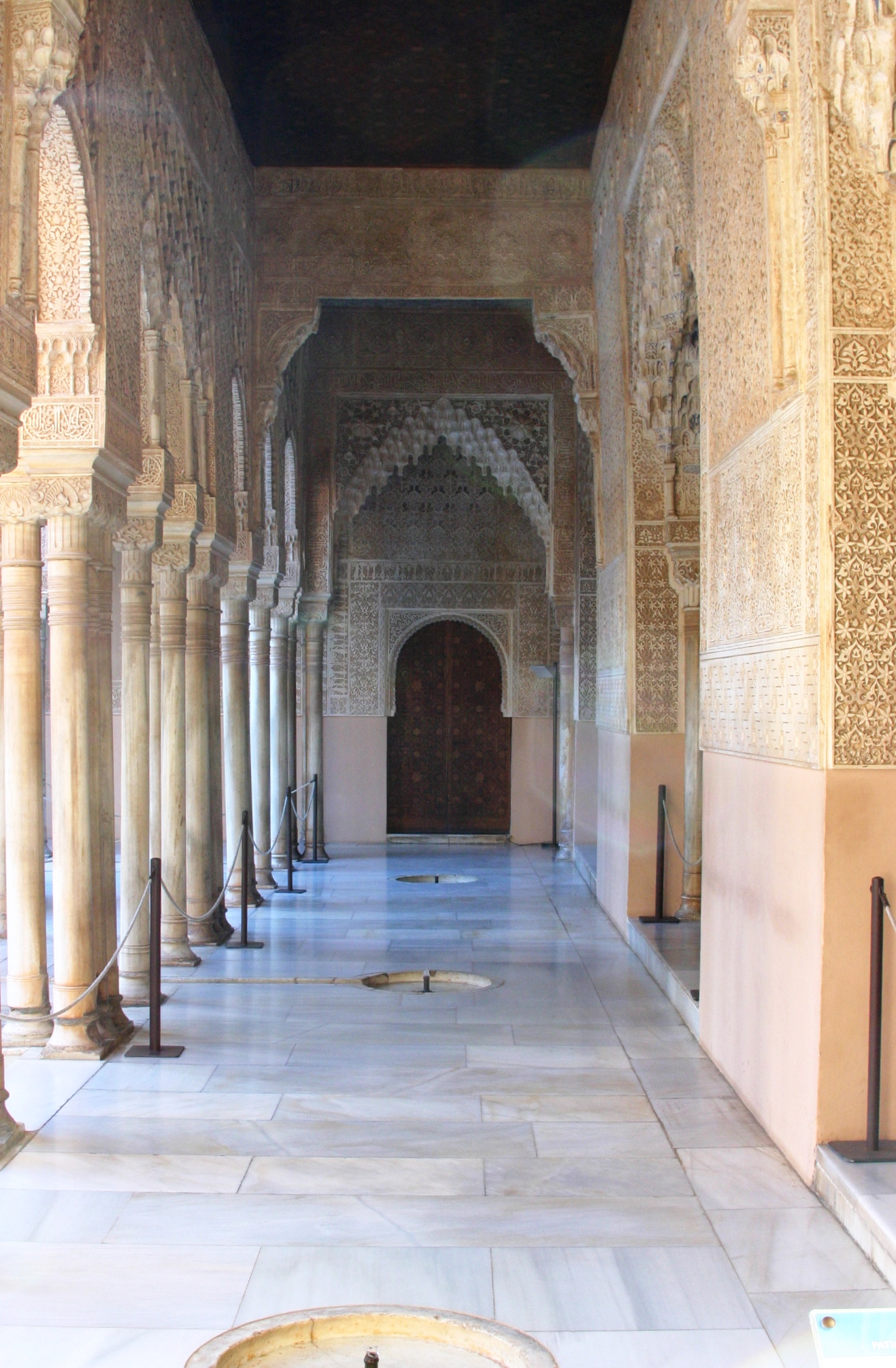
Patio de los Leones en la Alhambra de Granada.
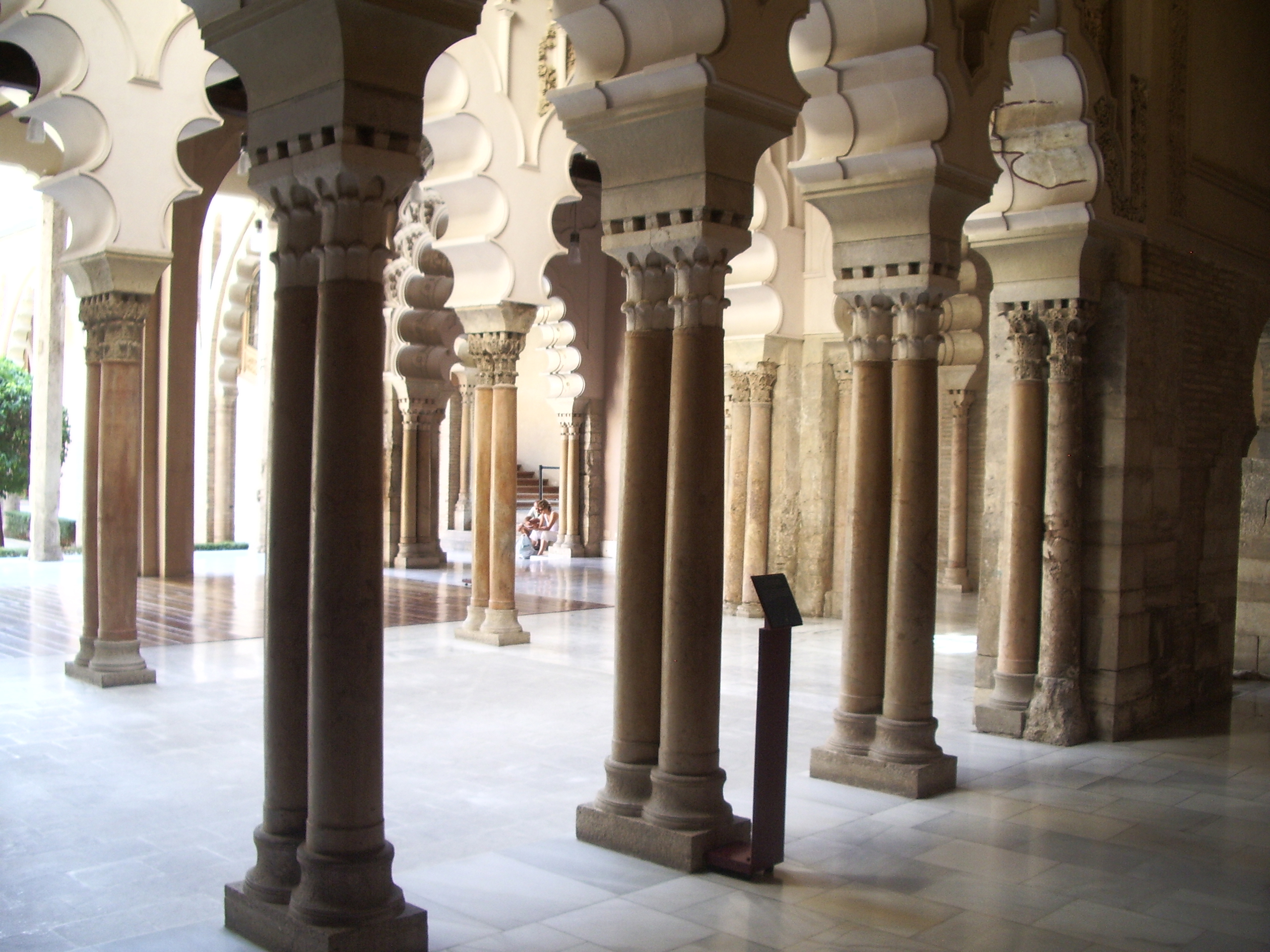
Palacio de la Aljafería de Zaragoza.

## Pórticos en la arquitectura oriental y americana
Tanto las arquitecturas orientales (arquitectura china, arquitectura japonesa, arquitectura de la India) como la arquitectura precolombina americana utilizan pórticos en sus construcciones.

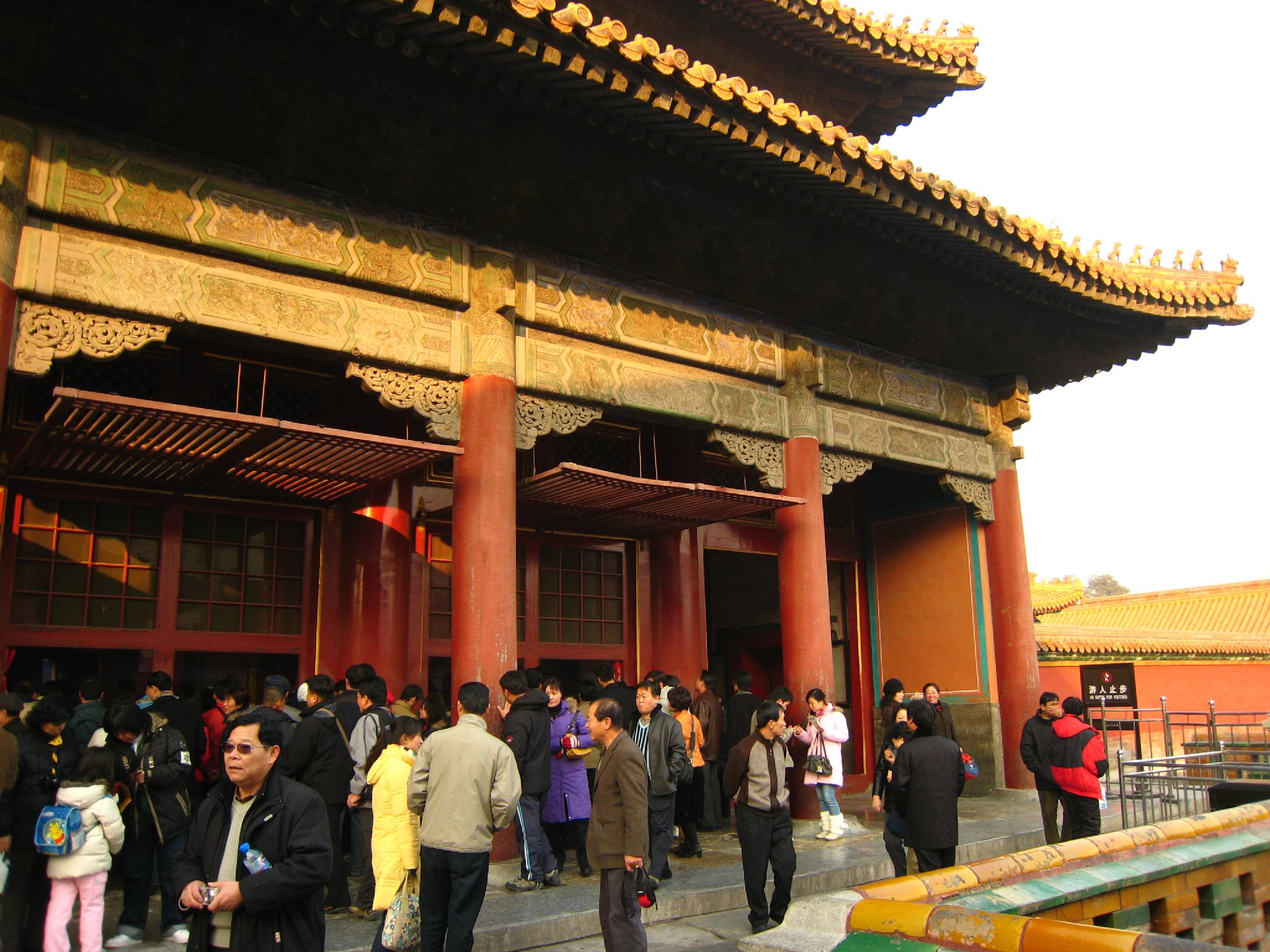
Pórtico en uno de los palacios de la Ciudad Prohibida de Pekín.
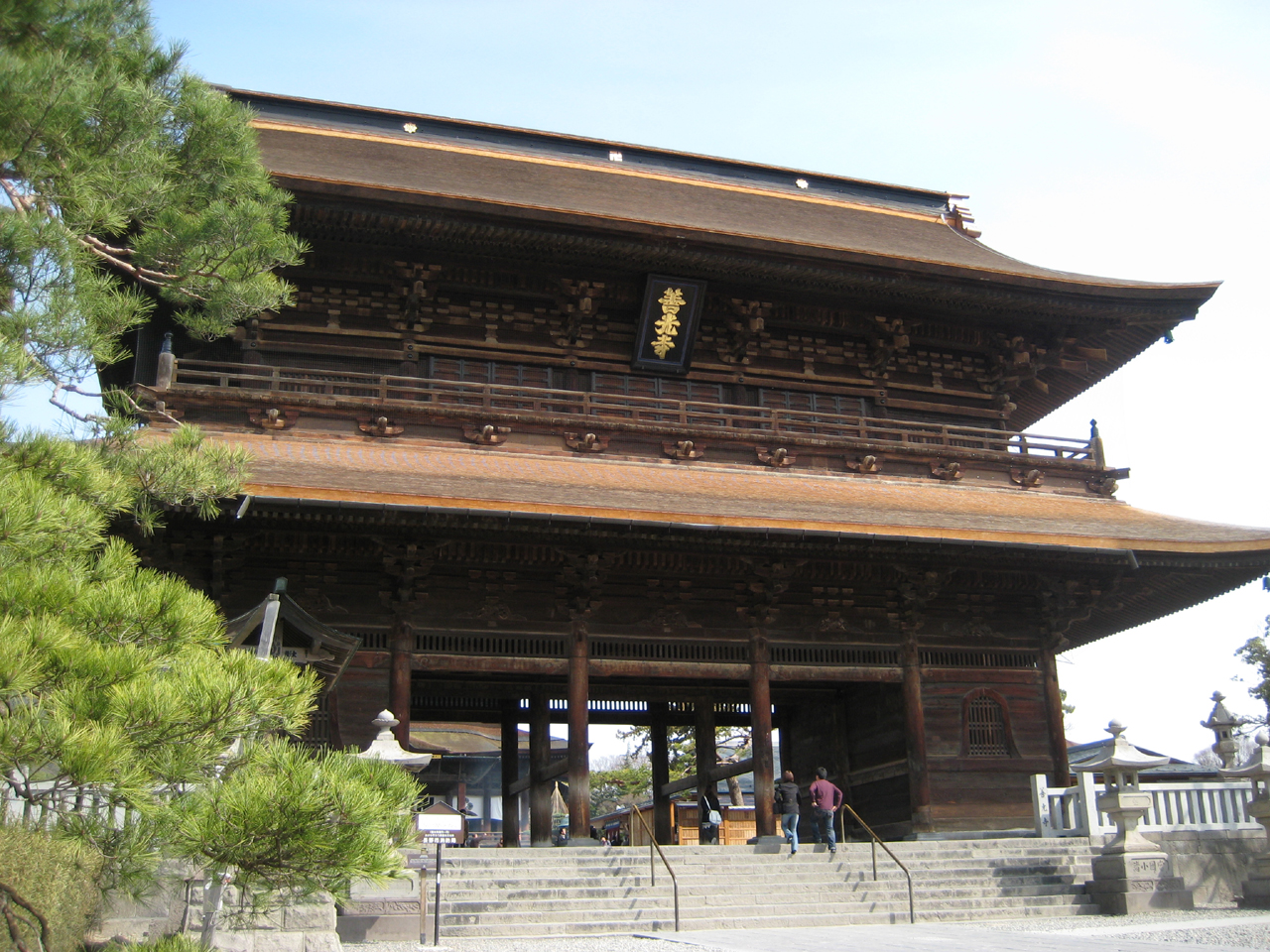
Puerta San-mon del templo Zenkō-ji[9] de Nagano.
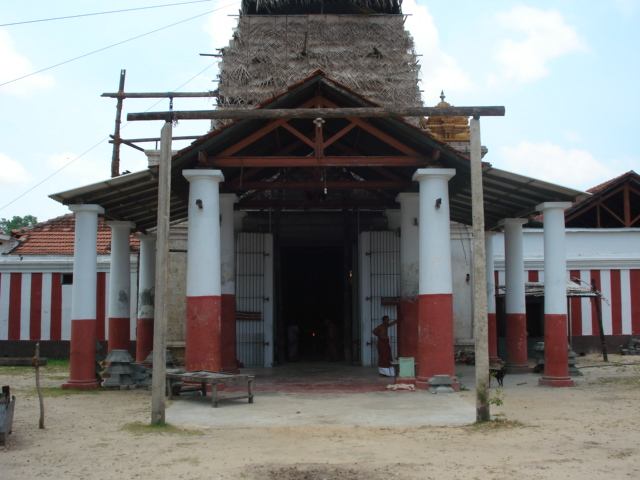
Templo hindú de estilo koil.
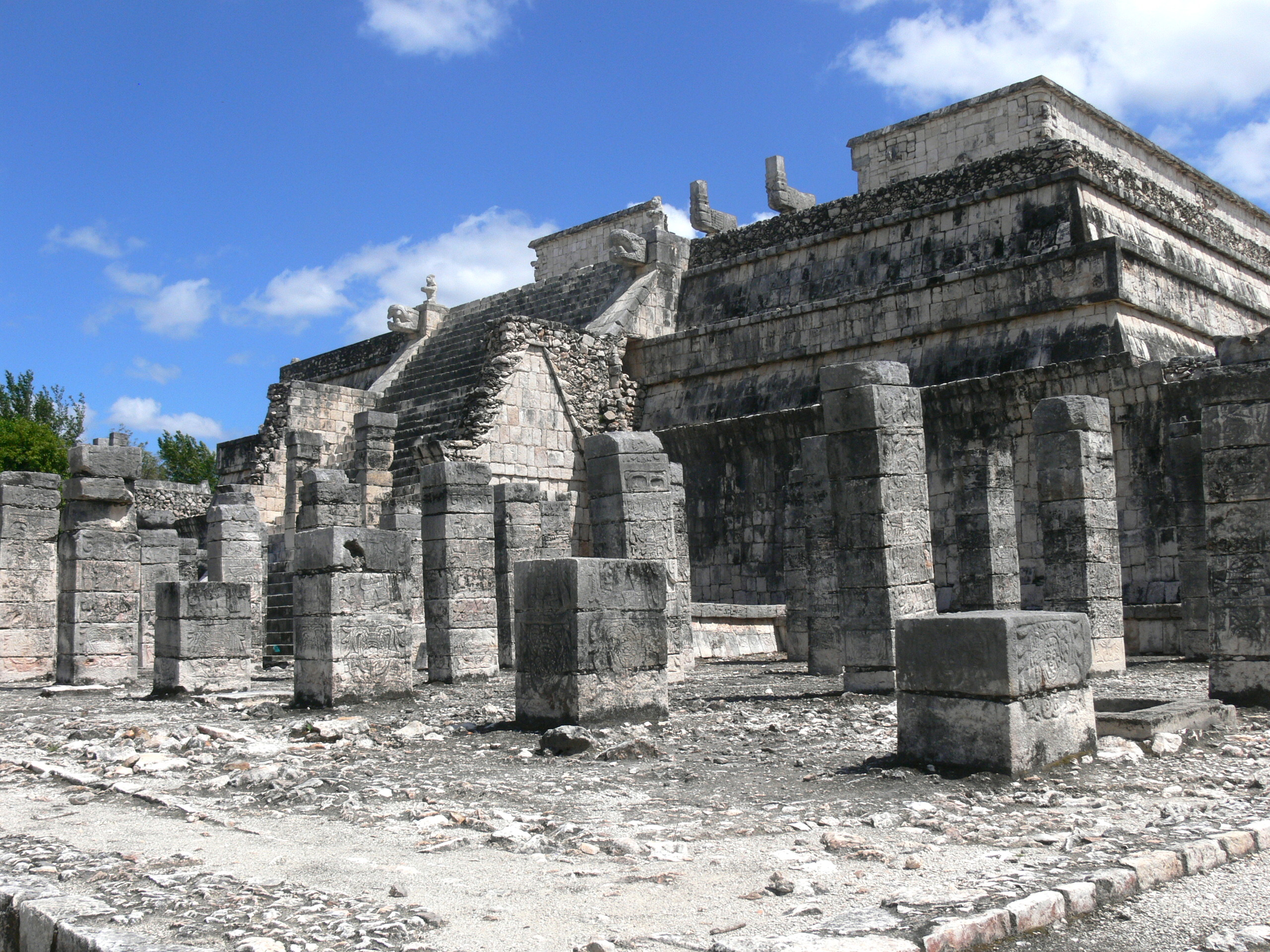
Base de los pilares del pórtico de acceso al templo de los guerreros de Chichén Itzá.

## Pórticos en la arquitectura neoclásica

Pórticos neoclásicos con frontón
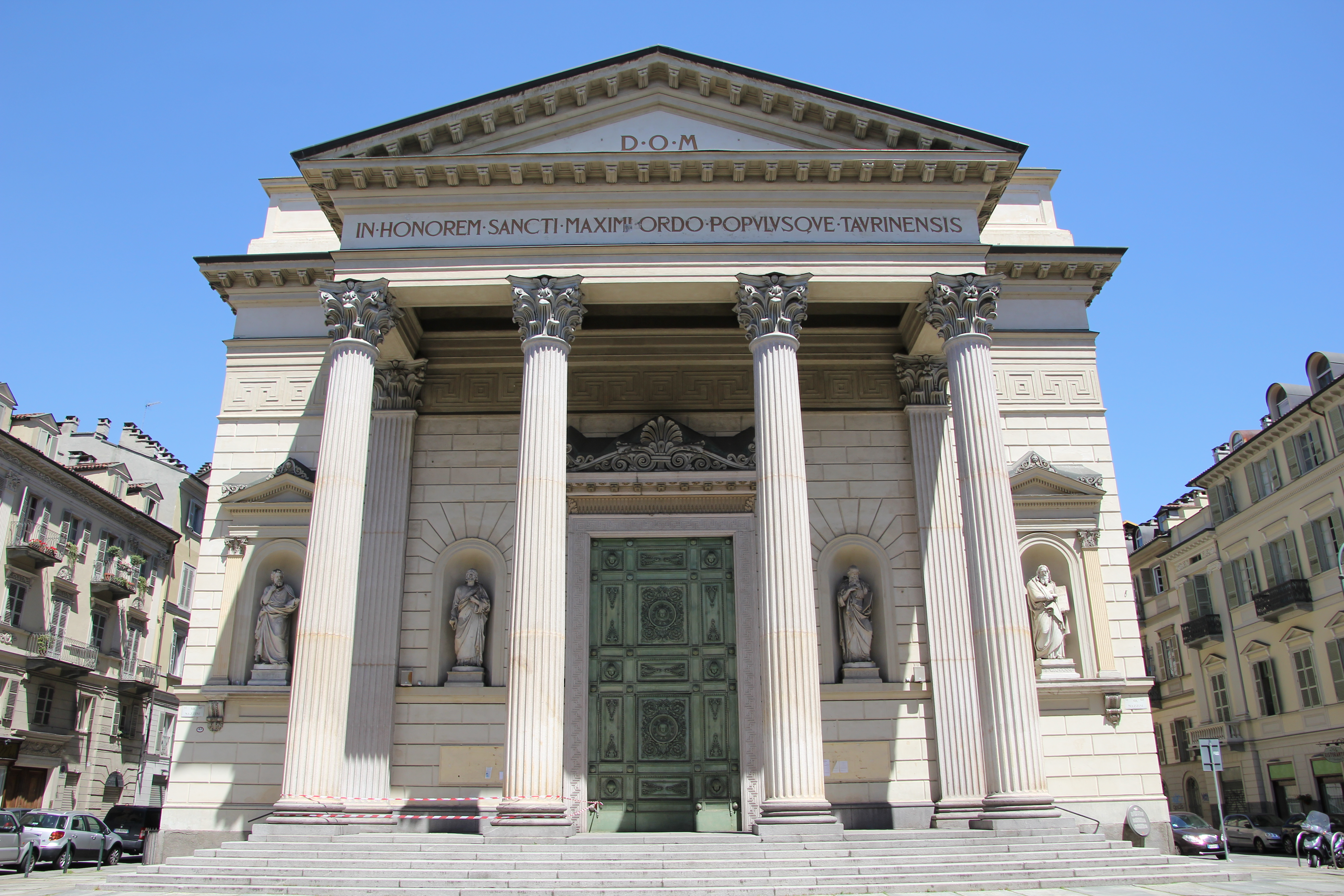
Iglesia de San Massimo (1845-1853), Turín
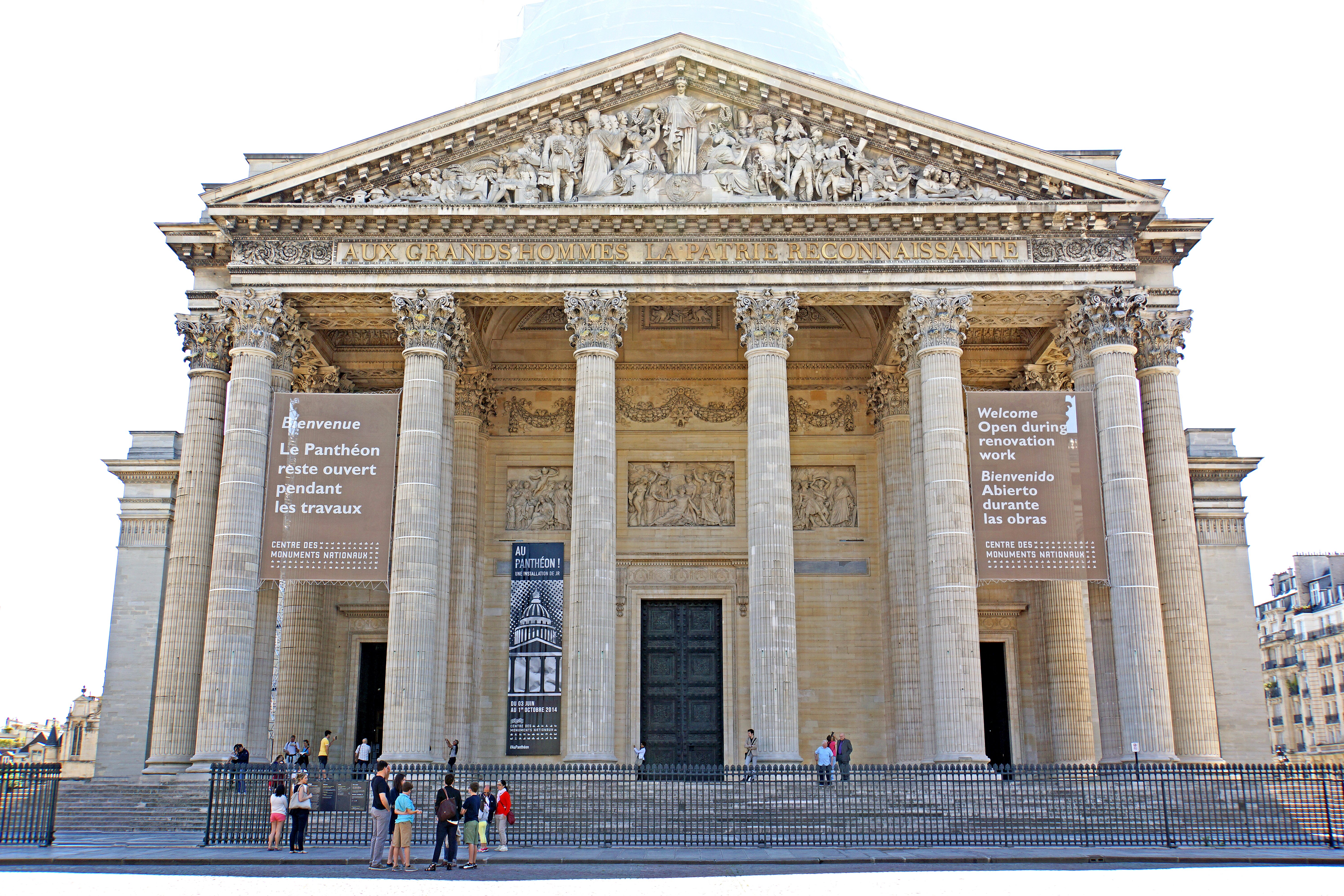
Pórtico hexástilo doble de Santa Genoveva (1764-1790) (hoy Panteón), París
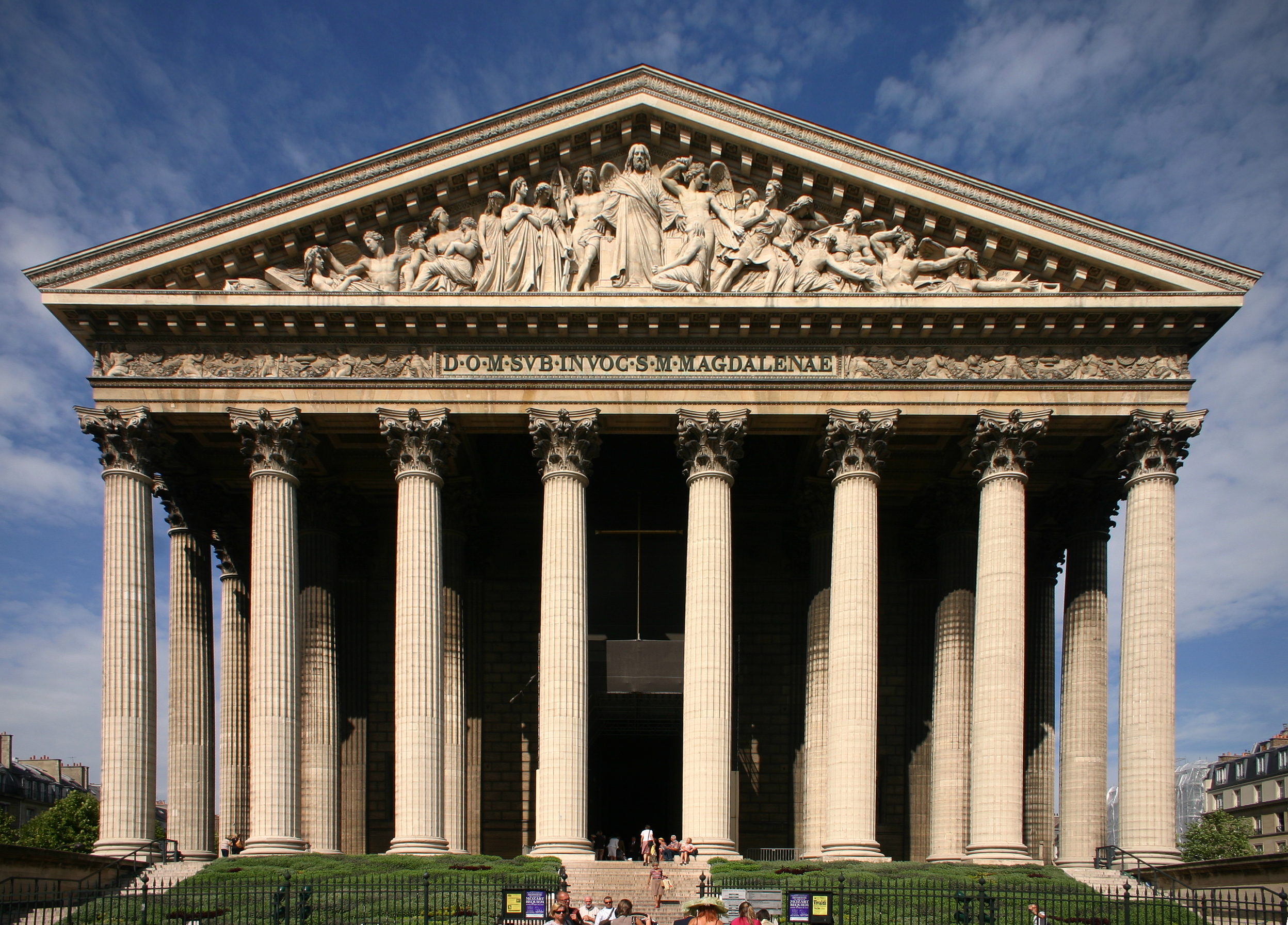
Pórtico octástilo doble de la iglesia de la Madeleine (1807-1843) de París, fachada de Pierre-Alexandre Vignon
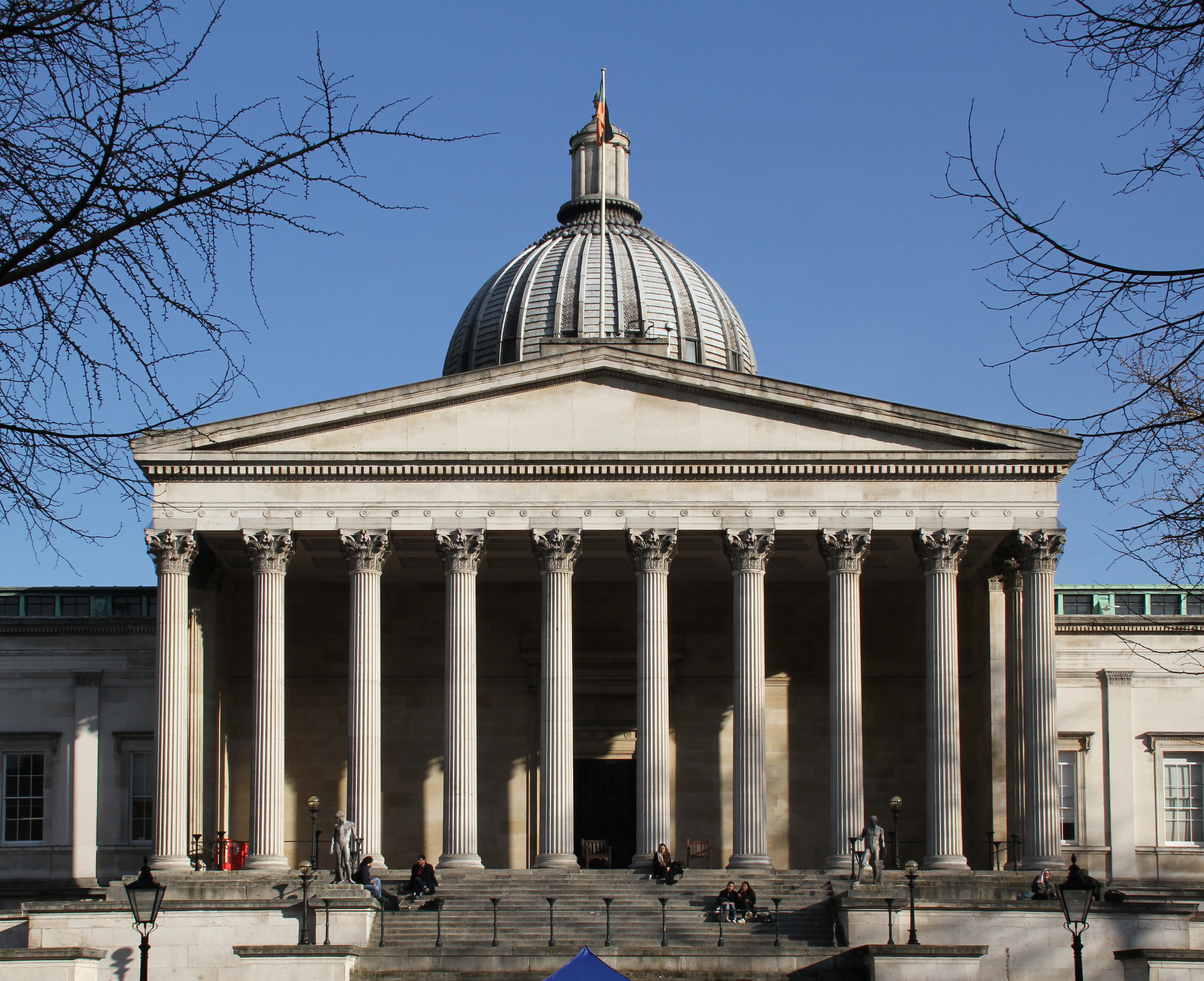
Pórtico decástilo del edificio Wilkins (1826–1830) de la University College de Londres
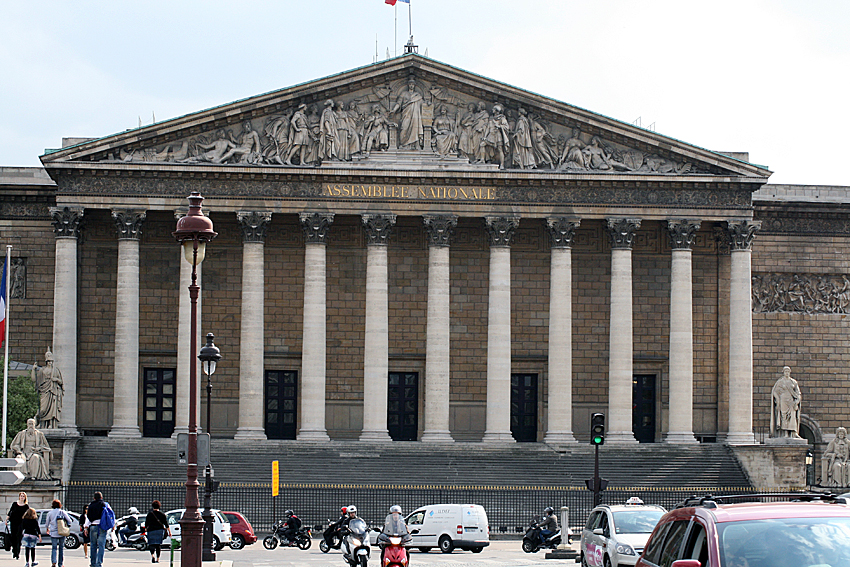
Pórtico dodecástilo del palacio Bourbon de París  (1722-1728) (hoy Asamblea Nacional), París

Pórticos neoclásicos con entablamento
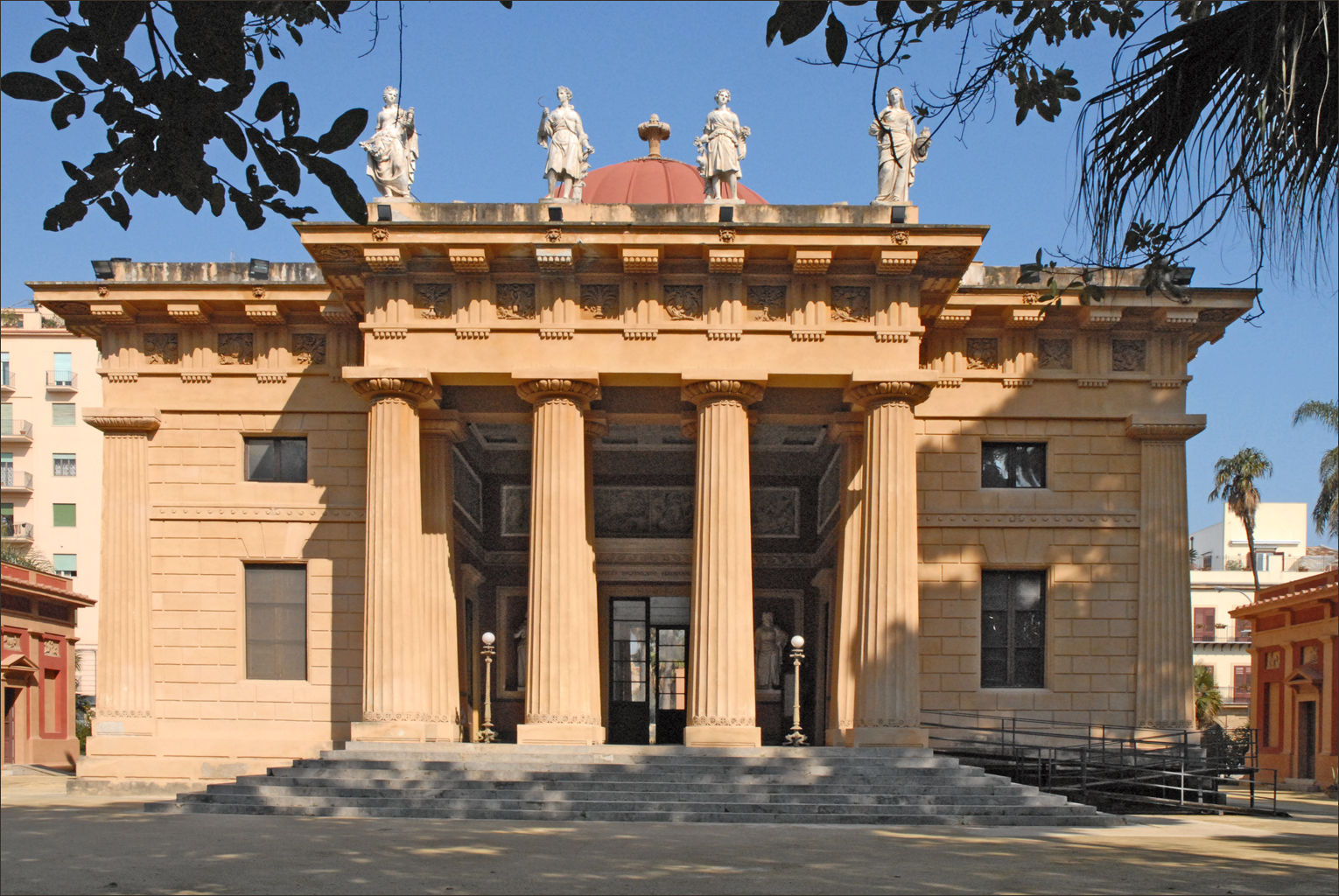
Jardín botánico de Palermo
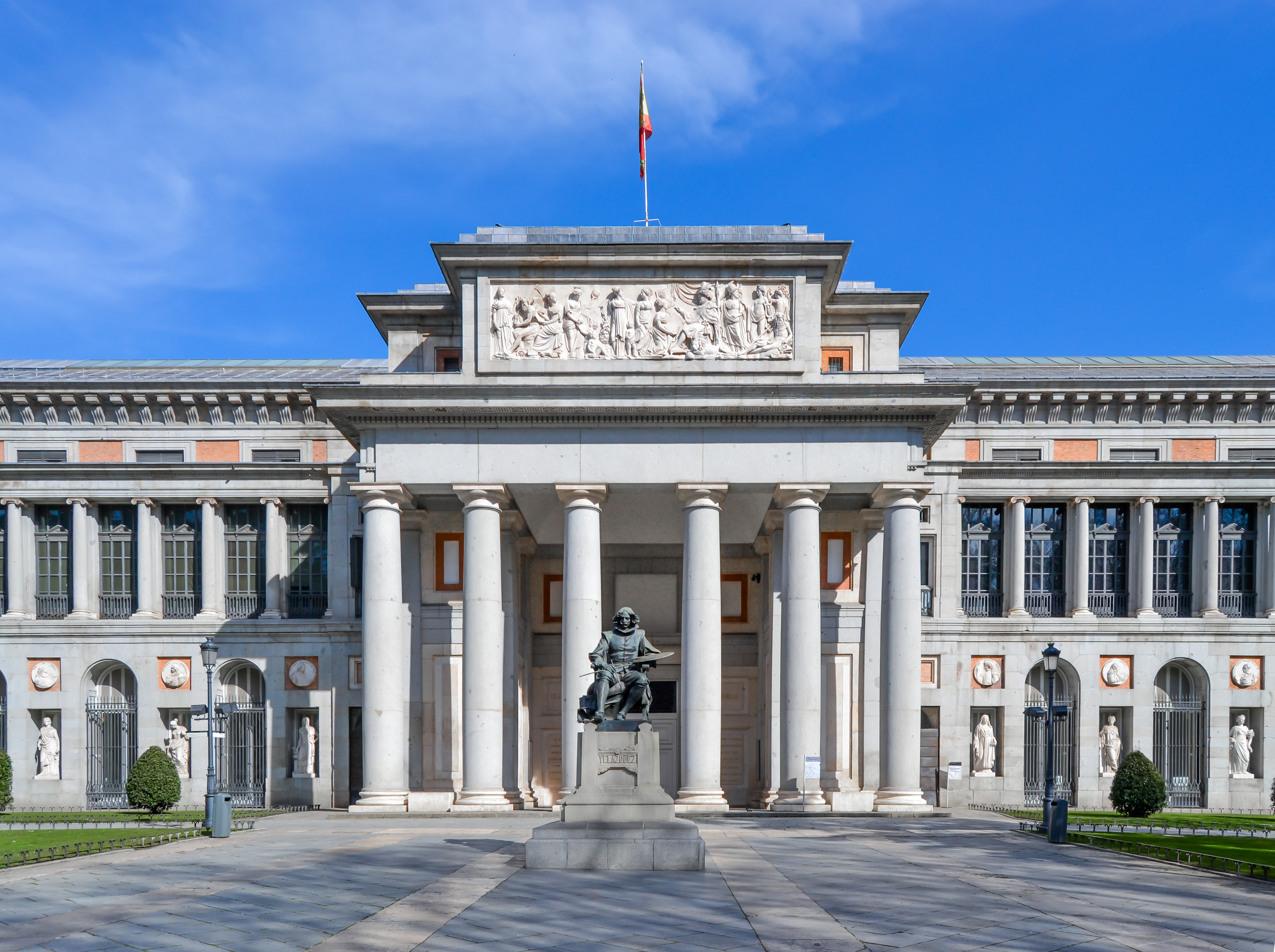
Pórtico hexástilo del Museo del Prado (1785-1819) en Madrid, obra de Juan de Villanueva
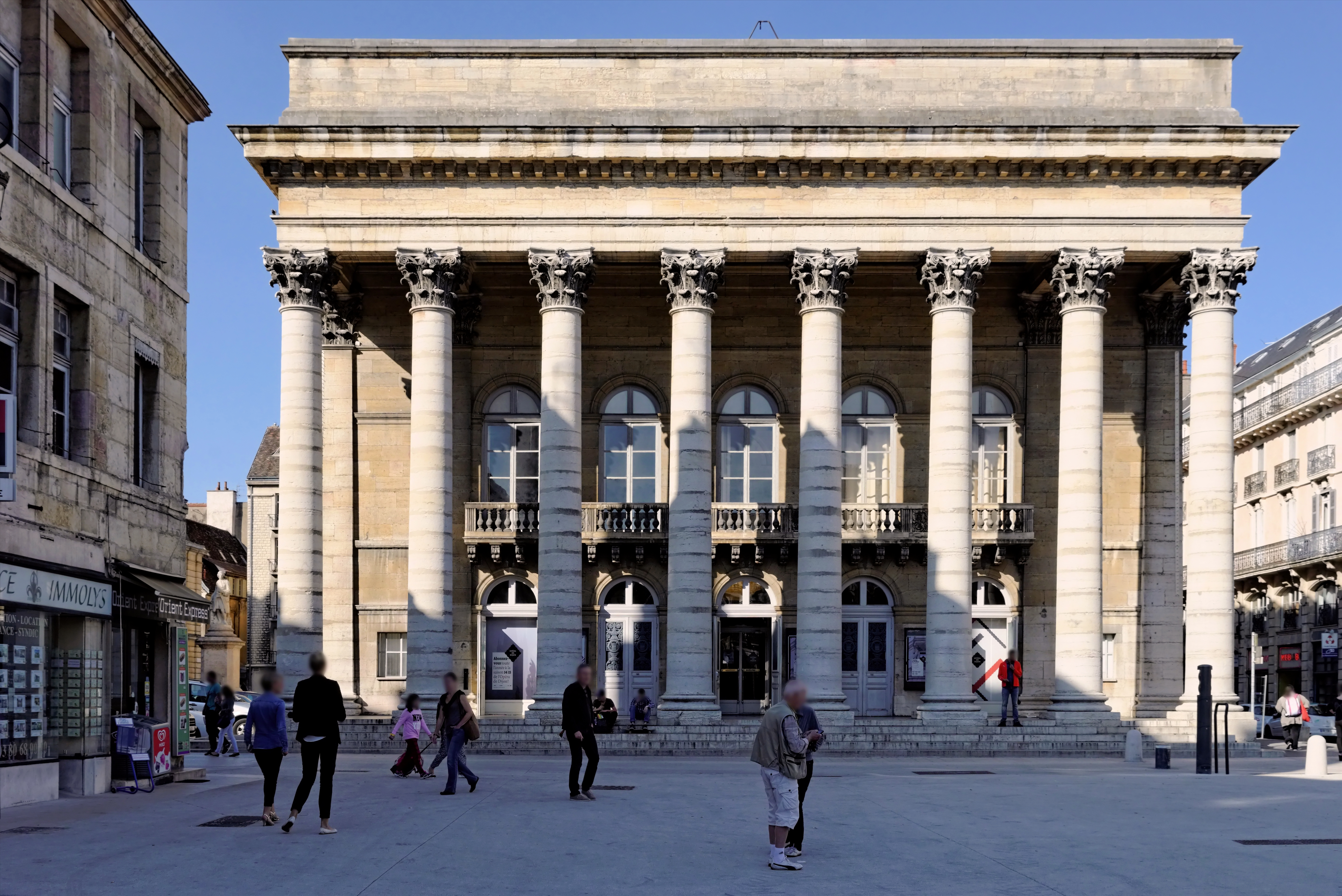
Pórtico octástilo del Gran Teatro de Dijon (1810-1828)
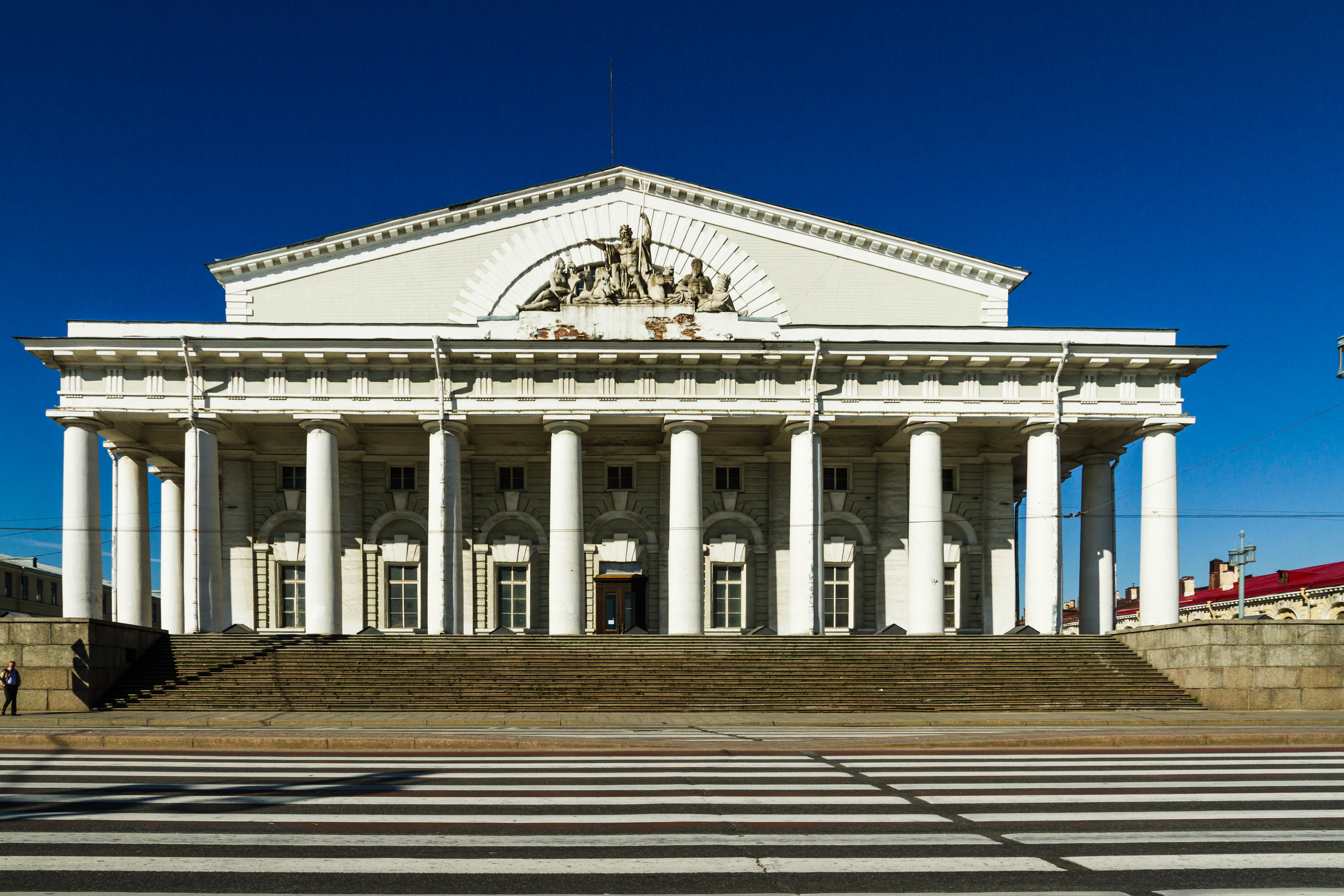
Pórtico decástilo del  palacio de la antigua Bolsa de San Petersburgo de Thomas de Thomon (1805-1810)

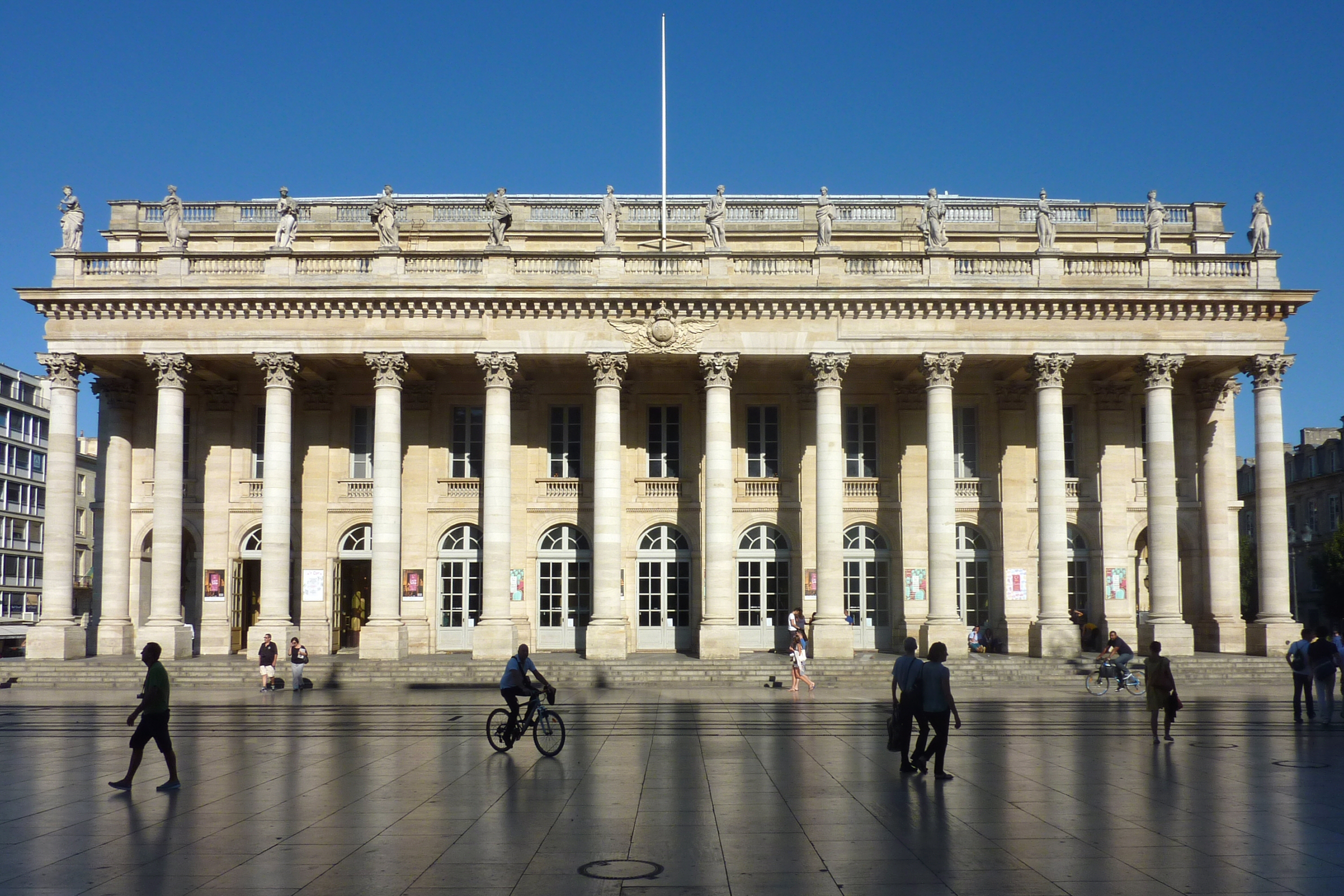
Pórtico dodecástilo del Gran Teatro de Burdeos  (1773-1780), de Victor Louis
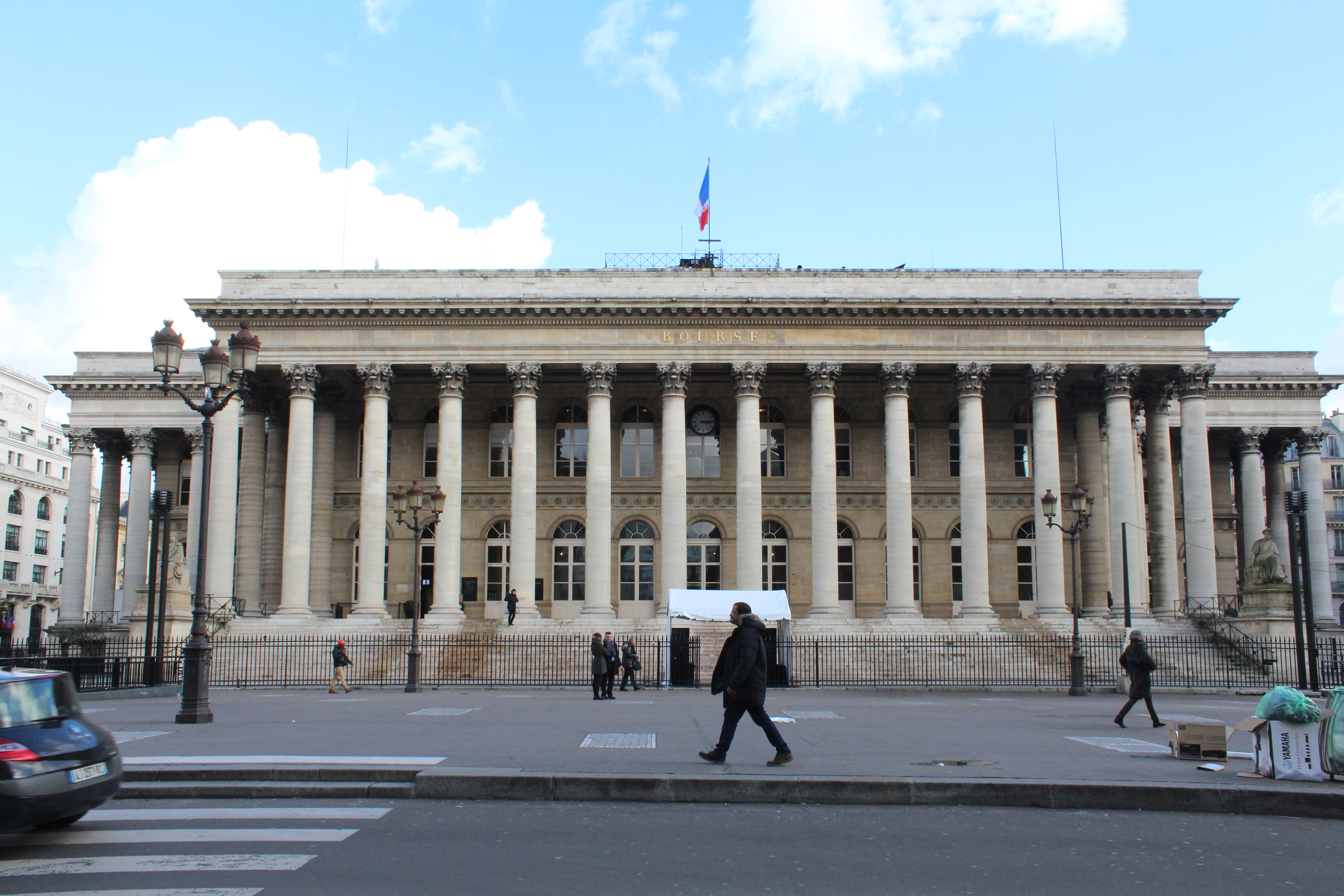
Pórtico polistilo (14) del palacio de la Bolsa de París (1807-1826)
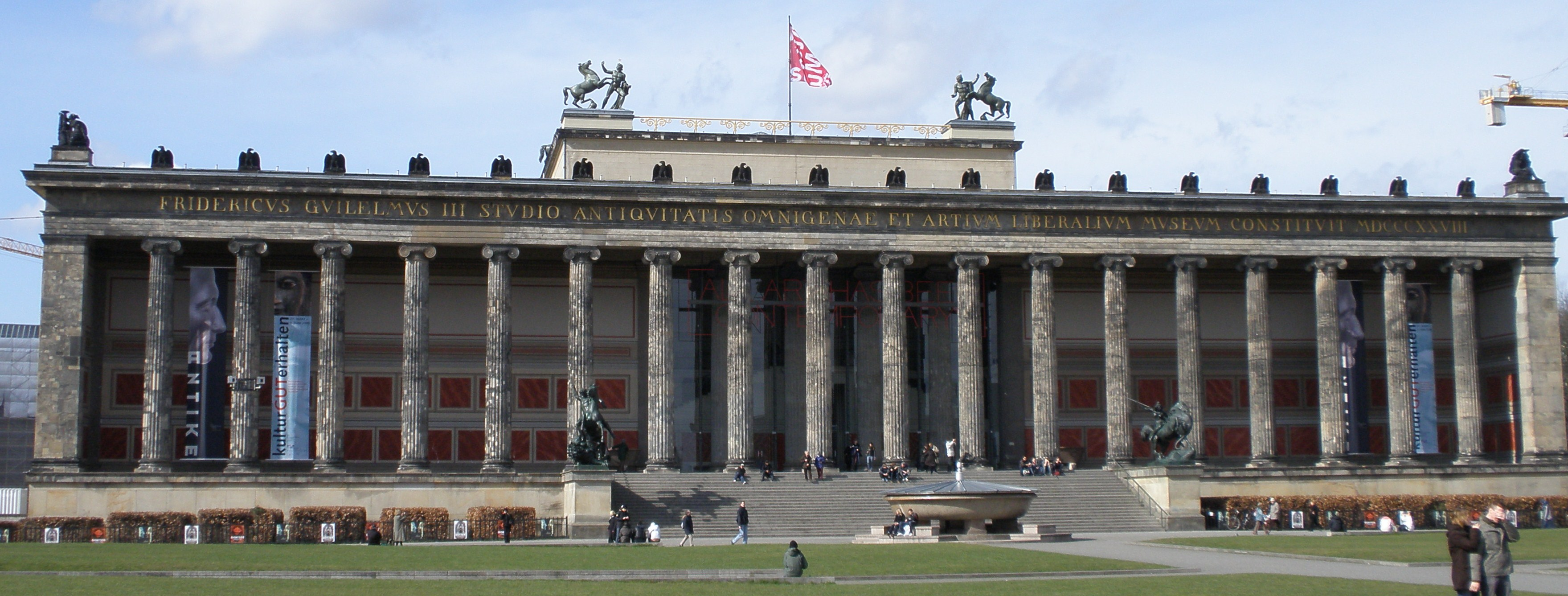
Pórtico polistilo (18) del Altes Museum de Berlín, de Karl Friedrich Schinkel, 1825-1828.)
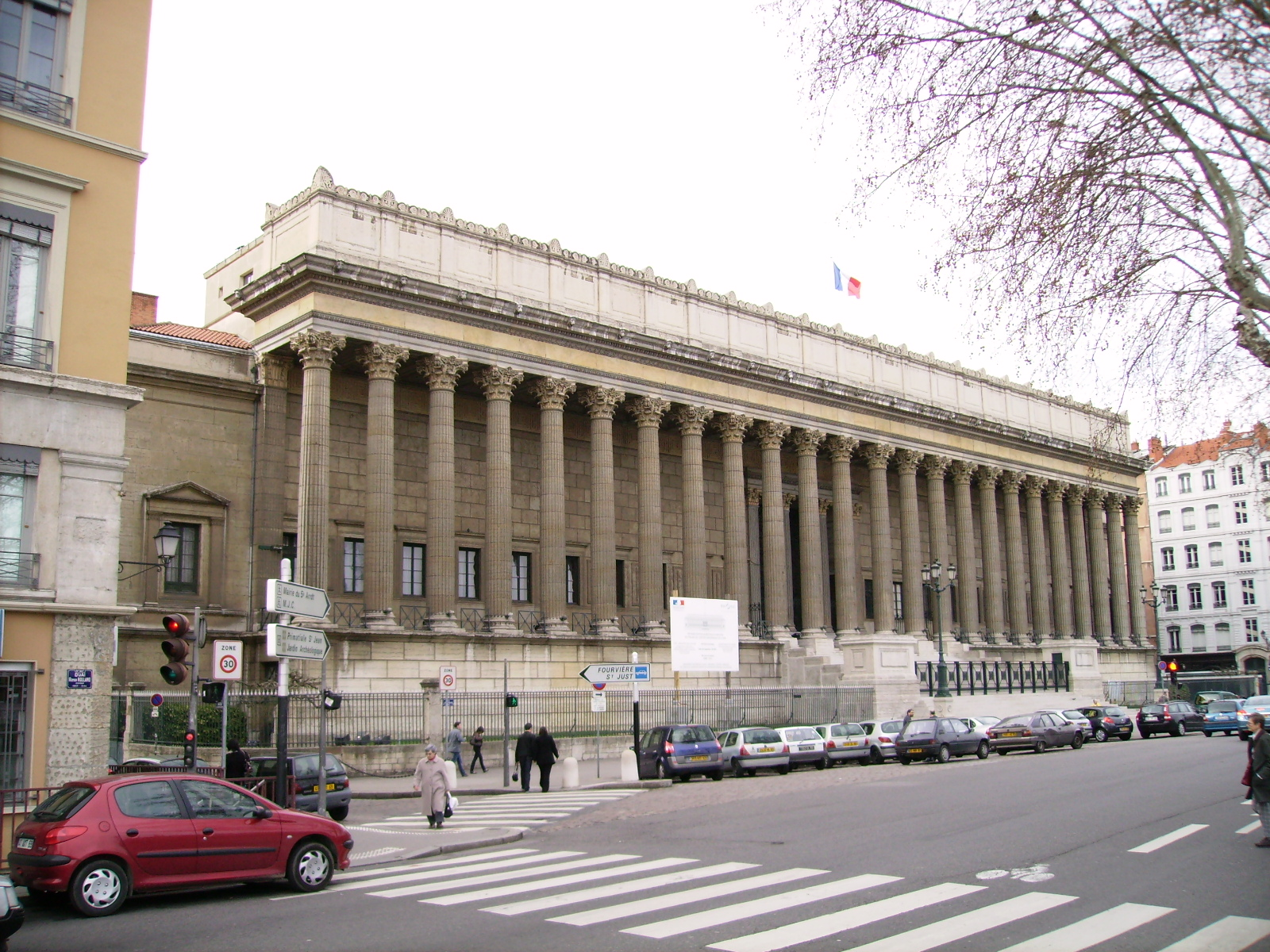
Pórtico polistilo (24) Palacio de Justicia de Lyon, de Louis-Pierre Baltard